# Gino Bartali
Vous lisez un « article de qualité » labellisé en 2015.
Gino Bartali, né le 18 juillet 1914 à Ponte a Ema, près de Florence, et mort le 5 mai 2000 dans la même ville, est un coureur cycliste italien. Professionnel de 1935 à 1954, il est considéré comme l'un des meilleurs coureurs de tous les temps.
Excellent grimpeur, mais aussi capable de s'imposer au sprint, il remporte notamment trois Tours d'Italie, en 1936, 1937 et 1946, ainsi que deux Tours de France à dix ans d'intervalle, une performance jamais égalée, en 1938 et 1948, rejoignant alors Ottavio Bottecchia, seul Italien à avoir remporté le Tour (en 1924 et en 1925) jusqu'alors. Il fait partie des rares coureurs de l'histoire à avoir terminé plus de 10 fois sur un podium final de grand tour. Il s'est adjugé sept fois le titre de meilleur grimpeur dans le Tour d'Italie et deux fois sur le Tour de France. Il compte également quatre victoires sur Milan-San Remo et trois sur le Tour de Lombardie, ainsi que des succès au classement général de courses à étapes renommées comme le Tour du Pays basque, le Tour de Romandie et le Tour de Suisse à deux reprises. Sa carrière a été marquée par sa rivalité avec Fausto Coppi, qui fut comme lui surnommé le « campionissimo ».
Profondément croyant, membre de l'Action catholique, « Gino le Pieux » a toujours refusé d'être un ambassadeur du fascisme. Proche du cardinal florentin Elia Dalla Costa, son activité de messager clandestin pendant la Seconde Guerre mondiale, sous couvert de sorties d'entraînement au cours desquelles il acheminait des faux papiers cachés dans le guidon ou la selle de son vélo, a permis de sauver plusieurs centaines de Juifs. Il fut à ce titre reconnu comme « Juste parmi les nations » en septembre 2013 et son nom figure au mémorial de Yad Vashem.

## Biographie

### Jeunesse et carrière amateur

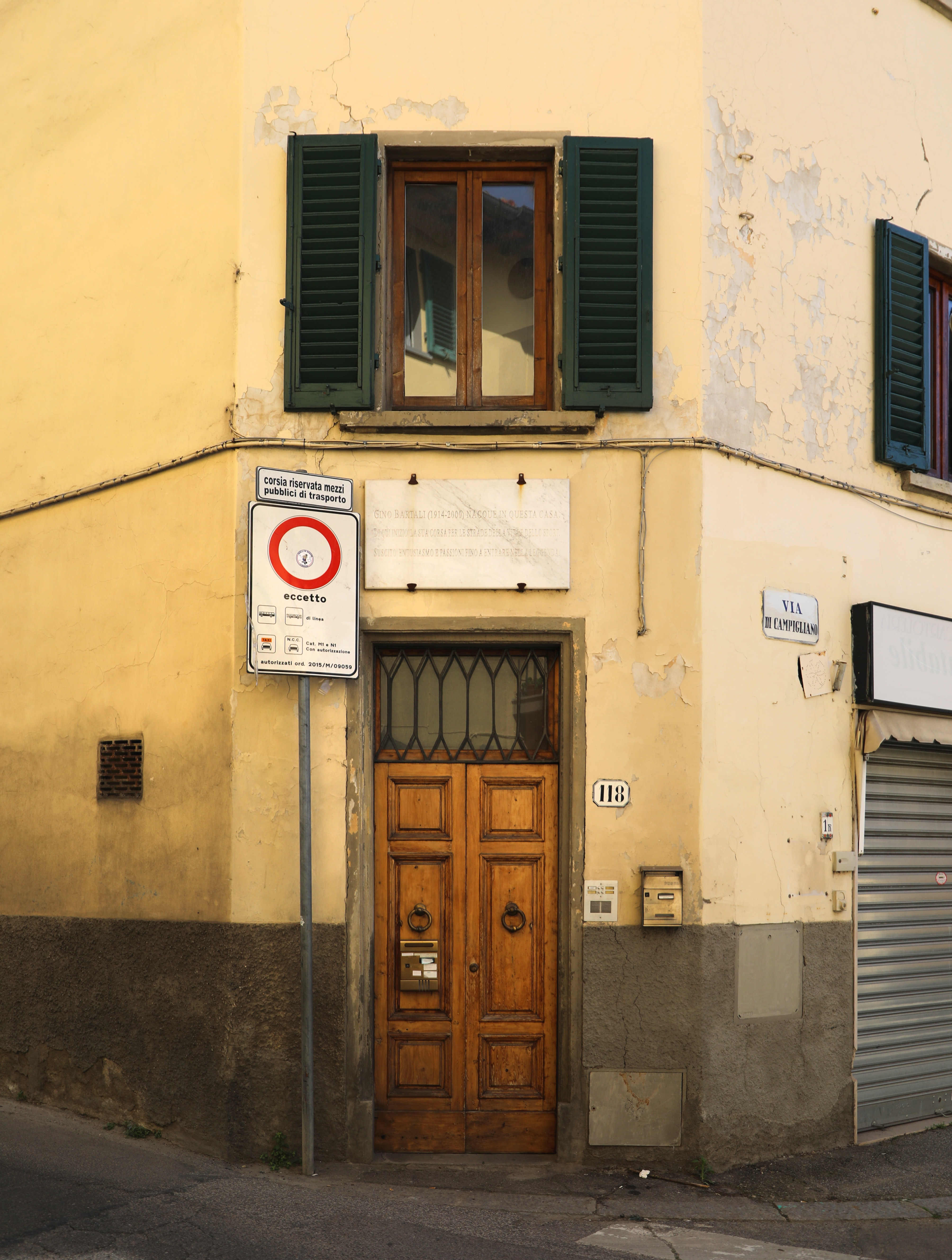
Maison natale de Gino Bartali à Ponte a Ema.

Gino Bartali naît le 18 juillet 1914 dans une petite maison de la via Chiantigiana de Ponte a Ema, un petit village près de Florence, où son père, Torello, exerce la profession de terrassier. Sa mère, Giulia, élève les quatre enfants de la famille : Gino Bartali a deux sœurs aînées, Anita et Natalina, et un frère cadet, Giulio,. Enfant, au cours d'un jeu avec ses camarades, il reste enseveli sous un tas de neige pendant quelques minutes. Lorsque sa mère le retrouve, il est fiévreux et sans voix. Il reste muet pendant près de six mois et conservera sa voix rauque comme séquelle de cet accident.
Son père lui achète une première bicyclette afin qu'il se rende à l'école Peruzzi, sur la piazza Santa Croce de Florence, pour compléter son cycle d'études élémentaires. À partir de l'âge de 13 ans, Gino Bartali est réparateur de bicyclettes à la boutique de cycles d'Oscar Casamonti, à Florence. Ce dernier est également coureur cycliste indépendant. Il découvre les prédispositions du jeune Gino pour ce sport, alors que celui-ci ne possède pas encore de vélo de course, son père y étant réticent. Grâce à ses économies et avec l'aide d'Oscar Casamonti, il parvient à en acheter un. Il est déjà considéré comme un bon espoir dans la région lorsqu'en juillet 1931 il dispute et remporte sa première course. Cette victoire lui est aussitôt retirée : ayant fêté ses 17 ans la veille, il n'aurait pas dû participer à cette course.
Son père finit par céder devant l'insistance d'Oscar Casamonti, et Gino Bartali dispute ses premières courses officielles en catégorie débutants. Il rejoint « L'Aquila di Ponte a Ema », le club du village, et obtient de nouvelles victoires. Il devient une « vedette locale », si bien que le club lui adjoint un secrétaire. En 1932, il est troisième du championnat d'Italie des débutants et une rivalité s'installe avec Aldo Bini, considéré alors comme le meilleur Italien dans cette catégorie. Au championnat d'Italie juniors en 1933, Gino Bartali bat Aldo Bini au sprint pour la deuxième place. En mai 1934, une chute lors d'une course à Grosseto lui cause une commotion cérébrale et une fracture du nez. Il reste un jour dans le coma. Cet accident le rendra réticent à disputer les sprints à l'avenir et l'amènera à subir une opération chirurgicale du nez en 1937. Durant l'automne 1934, il revient à Grosseto et y accomplit un exploit en terminant deuxième d'une course dont il a pris le départ 18 minutes après les autres coureurs. Il gagne la course de montagne Bassano-Monte Grappa puis le championnat de Toscane. Désirant se mesurer aux professionnels, il s'inscrit au Grand Prix Fiume à Turin. Il arrive dans le groupe de tête au vélodrome, accélère, se retrouve seul et gagne la course sans s'en rendre compte, croyant qu'il lui reste encore un tour. Cette victoire, comme la première trois ans plus tôt, lui est retirée, cette fois car il n'est pas Piémontais. Il s'est néanmoins montré au niveau des professionnels. Il gagne sa dernière course chez les amateurs à Ponte a Ema avec 17 minutes d'avance. Il s'agit alors de sa 44e victoire en 104 épreuves disputées chez les amateurs. Il passe ensuite dans la catégorie des indépendants en décembre, avant d'être recruté par la société Frejus.

### Début de carrière professionnelle (1935)

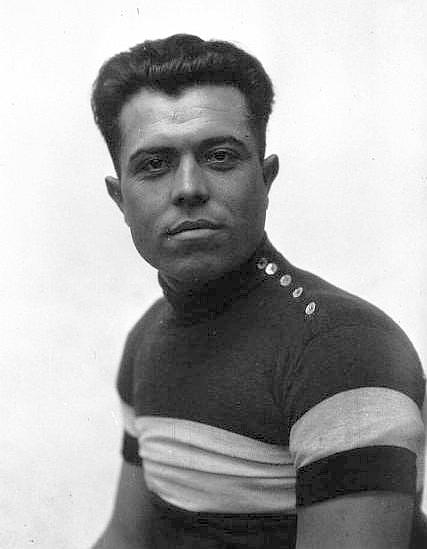
Learco Guerra.

L'équipe Frejus dans laquelle Gino Bartali devient coureur professionnel a pour leader Giuseppe Martano, deuxième du Tour de France 1934. La première course importante à laquelle participe Bartali est Milan-San Remo. Il compte deux minutes de retard sur la tête de la course à Voltri et parvient à revenir sur celle-ci en suivant Learco Guerra, retardé par une chute. Gino Bartali se porte en tête de la course au Capo Mele et compte jusqu'à deux minutes d'avance sur ses concurrents. Alors que son dérailleur Vittoria est bloqué, l'empêchant de changer de vitesse, son avance se réduit peu à peu. Il est rejoint à huit kilomètres de l'arrivée par un trio composé de Learco Guerra, Mario Cipriani et Giuseppe Olmo. Ce dernier remporte le sprint à l'arrivée devant Guerra et Cipriani. Gino Bartali ne dispute pas le sprint et prend la quatrième place. Il gagne le prix du plus bel animateur de la course et reçoit les éloges de La Gazzetta dello Sport. Le journaliste Giuseppe Ambrosini, de La Stampa, le salue comme la révélation de l'épreuve : « Bartali est un grimpeur de grande valeur, il a démontré une excellente condition physique qui lui a permis de tenir la longue distance, malgré son jeune âge, ce que je n'aurais jamais cru. »
Il est sélectionné pour disputer en mai le Tour d'Italie, avec le rôle de « porteur d'eau » de son leader Giuseppe Martano. Dans la 6e étape, entre Portocivitanova et L'Aquila, Gino Bartali porte une attaque dans le col des Campanelle. Seul Ezio Cecchi, de l'équipe Gloria, parvient à le suivre, avant de lâcher prise dans une portion plane, au terme de la descente. Gino Bartali franchit seul la ligne d'arrivée et remporte sa première victoire d'étape dans le Tour d'Italie. Il continue de s'illustrer en montagne, malgré l'insistance de son directeur d'équipe pour lui rappeler son rôle d'équipier en faveur de Giuseppe Martano. Dans la 11e étape entre Rome et Florence, il attaque dans le passo di Radicofani et remporte des points pour le grand prix de la montagne avant d'être victime d'une fringale en fin d'étape. Gino Bartali perd beaucoup de temps lors des contre-la-montre, comme entre Lucques et Viareggio, dont il se classe 45e à plus de neuf minutes du vainqueur français Maurice Archambaud. Il termine son premier Tour d'Italie à la septième place du classement général et s'adjuge le Grand Prix de la montagne. Peu après sa participation au Giro, il gagne le Critérium des Nations à Turin, puis la course Reus-Barcelone-Reus en Espagne. Il termine troisième du Critérium du Midi, en France, en aidant son coéquipier Antonio Negrini à s'imposer. En août, il triomphe à nouveau en Espagne au Circuit de Montjuïc et au Tour du Pays basque, lors duquel il remporte trois des cinq étapes.
En fin de saison, il remporte le titre de champion d'Italie, décerné sur la base d'un classement par points sur plusieurs épreuves d'un jour. Parmi elles, Bartali est notamment vainqueur de la Coppa Bernocchi, deuxième du Tour de Lombardie et du Tour de Romagne. Lors de cette course, Learco Guerra, lauréat des cinq derniers titres de champion d'Italie, reconnaît en Bartali le nouveau champion national et lui fait cette proposition : « Tu vas me laisser gagner cette dernière épreuve et, l'an prochain, je serai ton domestique. » Bartali accepte et rejoint Guerra en 1936 dans l'équipe Legnano, dirigée par Eberardo Pavesi,.

### Première victoire au Tour d'Italie (1936)
En 1936, Gino Bartali obtient un premier résultat probant en avril, en terminant quatrième du Tour de Toscane. Le mois suivant, il est aligné sur le Tour d'Italie en tant que leader de son équipe Legnano. Il bénéficie du travail de ses équipiers dès la première étape, lors de laquelle il casse une roue, pour faire face à l'équipe Bianchi de Giuseppe Olmo. Ce dernier et Aldo Bini portent le maillot rose durant les huit premières étapes. Lors de la 9e étape entre Campobasso et L'Aquila, première étape de montagne de ce Giro à travers les Apennins, Gino Bartali assomme ses adversaires. Il place une première attaque dans la côte de Macerone, puis accélère à nouveau dans la côte de Roccaraso et dans la montée de Svolte di Popoli, à 40 km de l'arrivée. Il s'impose avec 6 min 12 s sur son premier poursuivant, Cesare Del Cancia et endosse le maillot rose pour la première fois de sa carrière. Il possède alors plus de six minutes d'avance sur Severino Canavesi et près de neuf sur Giuseppe Olmo. Celui-ci refait une partie de son retard en gagnant six des neuf étapes suivantes. Gino Bartali perd notamment du temps en contre-la-montre, mais gagne deux autres étapes en fin de Giro : il s'impose coup sur coup à Gardone Riviera et Salsomaggiore Terme. Il remporte ainsi son premier Tour d'Italie devant ses rivaux Olmo et Canavesi, et s'adjuge également le classement de la montagne, comme l'année précédente.
Quelques jours après ce succès, le 14 juin, son frère Giulio, coureur amateur prometteur, est victime d'un accident. Il heurte une voiture dans la descente rendue glissante par la pluie d'une course régionale. Deux jours plus tard, il meurt des suites de ses blessures. Envahi par le chagrin, Gino Bartali décide dans un premier temps d'arrêter le cyclisme. Il ne reprend la compétition qu'à la fin du mois de juillet. En septembre, il dispute le championnat du monde sur route. Le comportement de Gino Bartali et d'Aldo Bini, respectivement septième et deuxième de cette course, est fustigé par la presse italienne, qui leur reproche de s'être contrés et empêchés mutuellement de remporter le titre. Après avoir remporté avec Learco Guerra le Tour de la province de Milan, un contre-la-montre disputé en binôme, Gino Bartali termine sa saison en gagnant le Tour de Lombardie. Il attaque dans la montée du Ghisallo avant de battre au sprint ses deux compagnons d'échappée, Diego Marabelli et Luigi Barral.

### Deuxième victoire auGiroet première participation au Tour de France (1937)

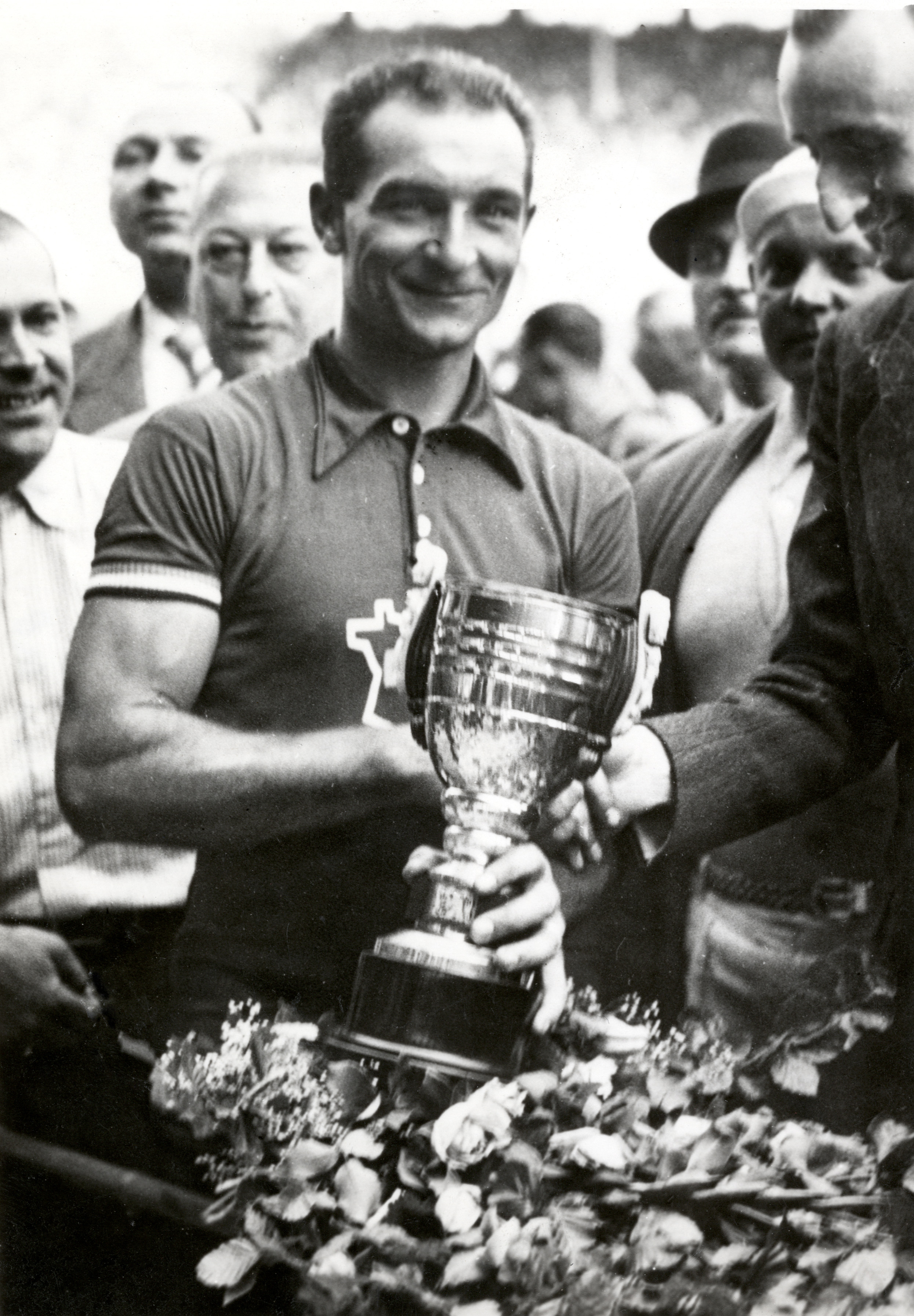
Roger Lapébie remporte le Tour de France 1937 tandis que Gino Bartali abandonne à la suite de ses blessures.

En début d'année 1937, alors que Gino Bartali prépare Milan-San Remo, un médecin lui diagnostique une bronchopneumonie, contractée à la suite d'un entraînement entre Milan et Florence et juge son état « alarmant ». Cette maladie contrarie également sa préparation pour le Tour d'Italie, dont il prend néanmoins le départ, bien qu'à court d'entraînement. « Prudent » et en « rodage » les premiers jours, il porte une première fois le maillot rose grâce à la victoire de sa formation Legnano en contre-la-montre par équipes. Il s'en empare à nouveau grâce à une victoire en montagne, lors d'un contre-la-montre sur les pentes du mont Terminillo. Il possède alors 20 secondes d'avance sur Giovanni Valetti, de l'équipe Frejus, puis accroît cet avantage en remportant trois autres étapes. Il s'impose tout d'abord à Foggia, avant de perdre plus d'une minute lors de l'étape Campobasso-Pescara, à la suite d'une crevaison. Dans les Dolomites, il remporte l'étape à Merano, puis le lendemain à Gardone Riviera, pour marquer de son empreinte ce Giro. Il remporte ainsi son deuxième Tour d'Italie consécutif, en dominant à nouveau le classement de la montagne. Au classement général, il possède à l'arrivée plus de huit minutes d'avance sur Giovanni Valetti.
Après cette nouvelle victoire, il est appelé à disputer pour la première fois le Tour de France. Il décline d'abord cette invitation, suivant les conseils de ses médecins, puis se résigne à participer à la « grande boucle », pressé par une « campagne diffamatoire » du Popolo d'Italia. Achille Starace, président du comité olympique national italien et figure éminente du parti national fasciste lui ordonne par ailleurs de prendre le départ de la course par le biais d'un télégramme menaçant, sous peine de se voir retirer sa licence et d'être condamné pour insubordination.
Après ses deux succès sur le Giro, il est logiquement considéré comme l'un des favoris de ce Tour, même si des interrogations persistent sur son niveau de forme. Après avoir passé sans encombre les premières étapes, et notamment les pavés du nord de la France, il s'illustre lors de l'ascension du Ballon d'Alsace en distançant tous ses adversaires. Il est deuxième de l'étape, n'ayant pu rattraper l'Allemand Erich Bautz, échappé plus tôt, et remonte au troisième rang du classement général. Après cette étape, Henri Desgrange, directeur du Tour, écrit dans L'Auto : « Je me moque du classement, je n'ai jamais rien vu d'aussi beau que Bartali dans le Ballon d'Alsace. » Troisième ex æquo à Aix-les-Bains, il s'impose le lendemain à Grenoble lors de l'étape principale des Alpes. Il franchit seul en tête le col du Galibier, puis reçoit l'aide de son équipier Francesco Camusso qui se classe deuxième de l'étape. Gino Bartali revêt pour la première fois le maillot jaune, et possède alors une avance confortable de neuf minutes sur le deuxième du classement général, le Belge Edward Vissers. Lors de l'étape suivante, entre Grenoble et Briançon, il attaque dès les premiers kilomètres de la rampe de Laffrey, mais rencontre ensuite une série de difficultés. Il crève une première fois, puis est victime d'une chute avec ses équipiers Jules Rossi et Francesco Camusso dans une descente humide, entre Embrun et Briançon. Tombé dans un torrent en contrebas, il lui faut plusieurs minutes pour reprendre la route, aidé par Camusso. Il arrive à Briançon avec dix minutes de retard mais conserve le maillot jaune. Diminué physiquement, il rétrograde à la sixième place du classement général le lendemain, à l'issue de l'étape qui conduit le peloton à Digne, remportée par le Français Roger Lapébie, futur vainqueur de ce Tour. Il perd encore du temps les jours suivants et se retire de la course à Marseille, sur ordre de son directeur technique et de son manager.
En septembre, il est à nouveau champion d'Italie et remporte le Tour du Piémont. Au Tour de Lombardie, il fait l'erreur de ne pas prendre l'attaque d'Aldo Bini au sérieux et prend seulement la deuxième place en arrivant cinq minutes après ce dernier.

### Première victoire au Tour de France (1938)

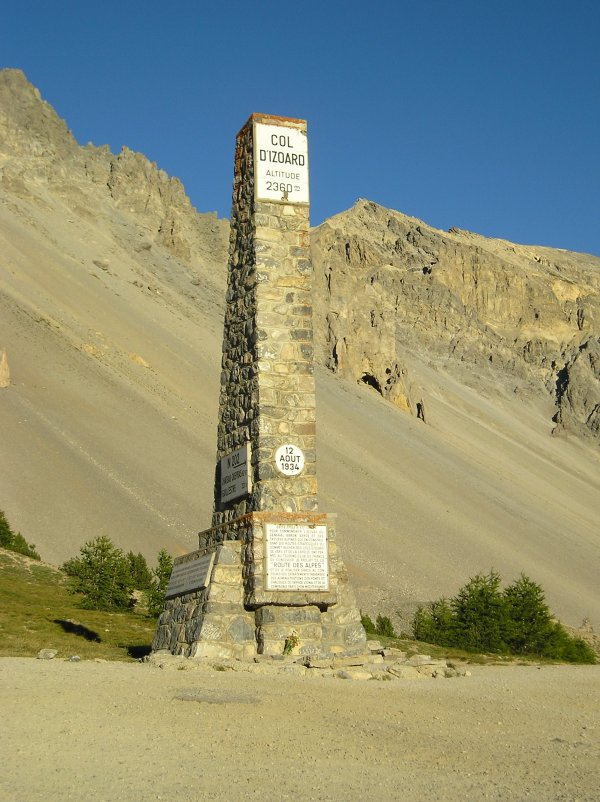
Gino Bartali écrase la concurrence dans le col d'Izoard au cours du Tour de France 1938.

Septième de Milan-San Remo 1938, Gino Bartali est contraint de renoncer au Tour d'Italie, dont il est pourtant le double tenant du titre. Il est poussé en ce sens par le pouvoir politique italien, qui souhaite qu'il se consacre entièrement à sa participation au Tour de France, suivant l'opinion alors répandue, selon laquelle il n'est pas possible de gagner les deux grands tours la même année. Le 7 mai, alors que le Giro s'élance de Milan, l'honneur de donner le départ de l'épreuve lui est réservé.
L'équipe italienne sélectionnée pour le Tour par son directeur sportif Costante Girardengo lui est donc entièrement dévouée. Volontairement en retrait en début d'épreuve, Gino Bartali occupe la 18e place du classement général au départ de la première étape de montagne, à sept minutes du maillot jaune André Leducq,. Lors de cette journée entre Pau et Luchon, il « s'envole » dans l'ascension du col d'Aubisque. Suivi d'Edward Vissers, il passe le col avec six minutes d'avance sur Antonin Magne, plus de huit sur Leducq. Sur les pentes des cols du Tourmalet et d'Aspin, il accroît encore cette avance, et se retrouve alors virtuellement maillot jaune. Il perd cependant une partie importante de son avantage dans la descente de ce dernier col à cause d'une crevaison, d'une brisure de roue et d'une chute. Dépassé par Félicien Vervaecke et Vissers, il est troisième de l'étape et deuxième du classement général, à plus de deux minutes de Vervaecke. Lors de l'étape suivante, il attaque à l'approche du col de Portet-d'Aspet, seule difficulté du jour, et y obtient la bonification en temps attribuée au premier. Il est rattrapé dans la descente par un groupe de coureurs. Lors du contre-la-montre entre Béziers et Narbonne, il perd près de quatre minutes sur Vervaecke, vainqueur, mais il prend une minute de bonification en gagnant au sprint à Marseille.
Lors de l'étape Digne-Briançon, Bartali obtient un « succès éclatant ». Il attaque une première fois à 400 mètres du col d'Allos pour y obtenir la bonification en temps, avant d'être repris dans la descente. Une nouvelle attaque au col de Vars lui permet de créer un écart plus important. La descente est marquée par de nombreuses crevaisons, dont une pour Bartali et trois pour son rival belge Vervaecke. À l'approche du col d'Izoard, Gino Bartali est en tête de la course, en compagnie de son coéquipier Mario Vicini et du Luxembourgeois Mathias Clemens. Il attaque à 6 kilomètres et crée un écart considérable sur l'ensemble de ses concurrents, pour s'imposer à Briançon. Il prend la tête du classement général avec 18 minutes d'avance sur le deuxième, Clemens, tandis que Félicien Vervaecke est relégué à 21 minutes,. À l'arrivée, de nombreux supporters italiens acclament la victoire de Bartali. Le général Antonelli, président de la fédération italienne de cyclisme, y écarte la foule en s'écriant : « N'y touchez pas, c'est un Dieu ! ».
Entre Briançon et Aix-les-Bains, Félicien Vervaecke et ses équipiers tentent de distancer Gino Bartali, qui se retrouve sans équipier après le col de l'Iseran à cause de multiples crevaisons. Les Belges n'y parviennent pas et Gino Bartali termine l'étape avec eux. Il gagne la dernière bonification du Tour en passant en tête au col de la Faucille lors de l'étape suivante. Il est ainsi arrivé premier lors de neuf des douze ascensions attribuant des bonifications sur ce Tour. Il gagne ce Tour de France, son premier, avec plus de 18 minutes d'avance sur Vervaecke, deuxième.
Le 21 août, il dispute à Trévise le championnat d'Italie dont il est le tenant du titre. Dans le sprint final, Gino Bartali est coincé par la foule et doit ralentir pour éviter la chute. Il ne se classe ainsi que deuxième derrière Olimpio Bizzi et porte réclamation, sans succès. Qualifié pour les championnats du monde de Valkenburg aux Pays-Bas, il est considéré comme le favori de l'épreuve, mais l'encadrement de l'équipe italienne lui demande pourtant de travailler pour ses coéquipiers. Victime de plusieurs crevaisons, il abandonne la course, ce qui lui attire les foudres de la presse fasciste qui le considère comme un traître qui n'a pas voulu défendre les couleurs de son pays.

### Émergence de Fausto Coppi (1939-1940)

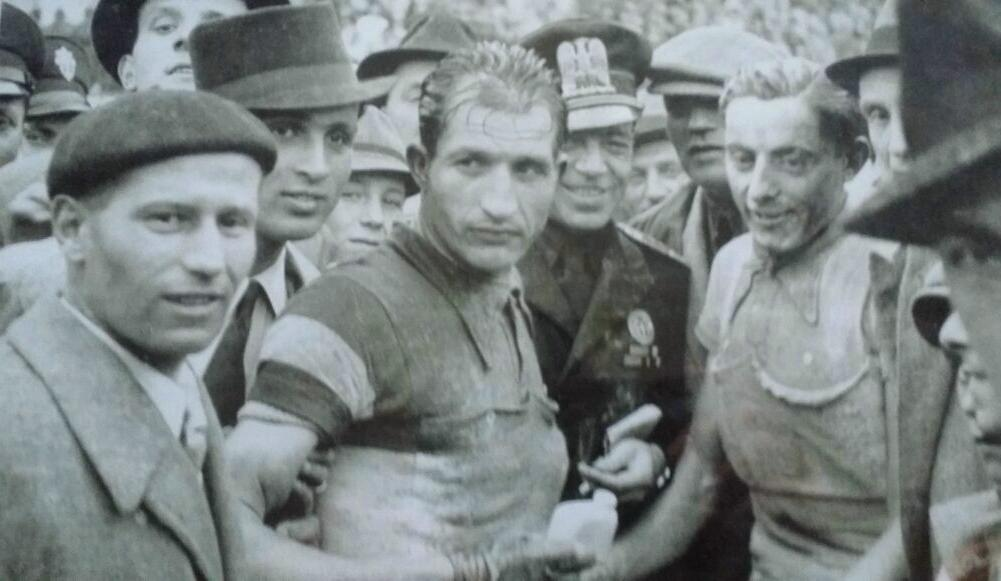
Gino Bartali et Fausto Coppi, entre 1940 et 1943.

En début d'année 1939, Gino Bartali remporte Milan-San Remo, puis gagne le Tour de Toscane en avril. Sur le Tour d'Italie, il porte une première fois le maillot rose après avoir gagné la deuxième étape, à Gênes, grâce à ses attaques dans le col de la Scoffera et le passo del Caprile. Le lendemain, entre Gênes et Pise, il est victime d'une crevaison dans le passo del Bracco. Ses rivaux passent à l'offensive et Gino Bartali accuse un retard de sept minutes à l'arrivée de l'étape. Il gagne le deuxième secteur de la neuvième étape, à Florence, puis la quinzième, à Trente, dans les Dolomites. Il y reprend le maillot rose et compte alors deux minutes d'avance sur Giovanni Valetti, à deux étapes de l'arrivée. Lors de l'étape suivante, il est encore retardé par une crevaison et perd le maillot rose au profit de Valetti. Malgré une nouvelle victoire au sprint lors de la dernière étape, à Milan, il termine deuxième au classement général de ce Giro,.
En juin, Gino Bartali s'impose au Tour du Piémont, qui révèle le jeune Fausto Coppi, coureur indépendant qui place une attaque à 60 kilomètres de l'arrivée, pour finalement se classer troisième de la course,. Surpris par l'audace dont a fait preuve le jeune Coppi, Gino Bartali demande à son directeur sportif de l'engager pour la saison suivante. En juillet, il ne peut défendre son titre sur le Tour de France, les coureurs italiens, comme les Allemands, n'y participant pas à cause des tensions diplomatiques entre les différents pays européens à l'approche de la Seconde Guerre mondiale,. Il termine sa saison en dominant le Tour de Lombardie, en octobre.
L'année 1940 commence par une nouvelle victoire dans Milan-San Remo pour Gino Bartali, la deuxième consécutive. Fausto Coppi, qui l'a rejoint au sein de l'équipe Legnano, lui est d'une aide précieuse. Après avoir contesté la tactique proposée par Bartali et obtenu gain de cause auprès du directeur d'équipe Eberardo Pavesi, Fausto Coppi respecte son engagement en poursuivant toutes les échappées, jusqu'à épuisement. Gino Bartali remporte également le Tour de Toscane en ce début d'année. Le Tour d'Italie, qui part de Milan le 19 mai, est annoncé comme un duel entre Gino Bartali et le tenant du titre Giovanni Valetti, et leurs équipes respectives, Legnano et Bianchi. Dans la deuxième étape, Gino Bartali tombe dans la descente du col de la Scoffera, à 53 kilomètres de l'arrivée, en voulant éviter un chien. Il arrive plus de cinq minutes après le vainqueur, Pierino Favalli, souffrant de douleurs aux côtes, à l'épaule et aux chevilles. Il est alors contraint de passer la nuit à l'hôpital. Bien qu'un médecin lui prescrive un repos de cinq jours après avoir constaté une hémorragie interne au genou, Gino Bartali continue la course et se met au service de Fausto Coppi, mieux placé au classement général,. Coppi prend le maillot rose à l'issue de la onzième étape, qu'il gagne à Modène. Alors que Bartali, toujours souffrant et perdant du temps de jour en jour, songe à abandonner, il est convaincu par Eberardo Pavesi de continuer pour permettre à Coppi de remporter le Giro. Lors de la 17e étape, les deux coureurs s'échappent en début de parcours et passent ensemble les cols du Falzarego, du Pordoi et de Sella, non sans se mettre mutuellement à l'épreuve. Bartali gagne l'étape et Coppi garde le maillot rose. Gino Bartali s'impose à nouveau lors de la 19e étape, à Vérone. Il termine à la neuvième place du classement général en remportant une nouvelle fois le classement de la montagne, tandis que Fausto Coppi gagne son premier Giro pour sa première participation,.
En remportant le Tour de Campanie, en juillet, puis le Grand Prix de Rome, Gino Bartali conforte sa première place au championnat d'Italie et décroche son troisième titre. Il est autorisé par la fédération italienne à porter le maillot distinctif avant la dernière épreuve, le Tour de Lombardie. Il s'y impose, bien que retardé par une roue endommagée au début de l'ascension du col de Ghisallo, après avoir rattrapé tous les coureurs qui le précédaient avant le sommet.

### Bartali pendant la Seconde Guerre mondiale (1940-1944)
Au cours de l'année 1940, les courses internationales et professionnelles se raréfient. Des coureurs sont mobilisés, les fabricants de cycles sont mis au service de l'industrie de guerre. Henri Desgrange renonce à organiser un Tour de France avant même l'offensive allemande du mois de mai : l'impossibilité de longer la frontière italienne et d'approcher les villes portuaires, devenues zones militaires, réduisent le parcours à une « vessie dégonflée », et les transmissions téléphoniques et télégraphiques sont difficiles. Les championnats du monde sur route prévus en août à Varèse sont annulés.
Le 14 novembre 1940, Gino Bartali et sa fiancée se marient dans l'église San Salvatore al Vescovo de Florence. Leur union est célébrée par le cardinal Elia Dalla Costa. Après leur voyage de noces à Rome, où la famille Bartali rend visite au pape, Gino reprend son service dans l'armée. D'abord appelé au 56e bataillon territorial en octobre 1940, il est ensuite affecté au 60e bataillon d'infanterie territorial et obtient d'être messager militaire à bicyclette, ce qui lui permet de s'entraîner et de bénéficier d'une autorisation pour disputer les quelques courses encore organisées. Il en gagne deux durant l'année 1941, la Coupe Marin disputée à Pavie et la Coupe Benevento. Il se classe également deuxième du Tour du Piémont. C'est également en 1941 qu'il prend conscience, selon ses mots, du « danger Coppi ». Lors du Tour d'Émilie, celui-ci demande à pouvoir s'échapper en début de course, prétendant être malade et incapable de l'emporter. Il distance cependant son compagnon d'échappée, et n'est jamais rattrapé par Bartali. À la fin de l'année, Adriana Bartali donne naissance à leur premier fils, prénommé Andrea.

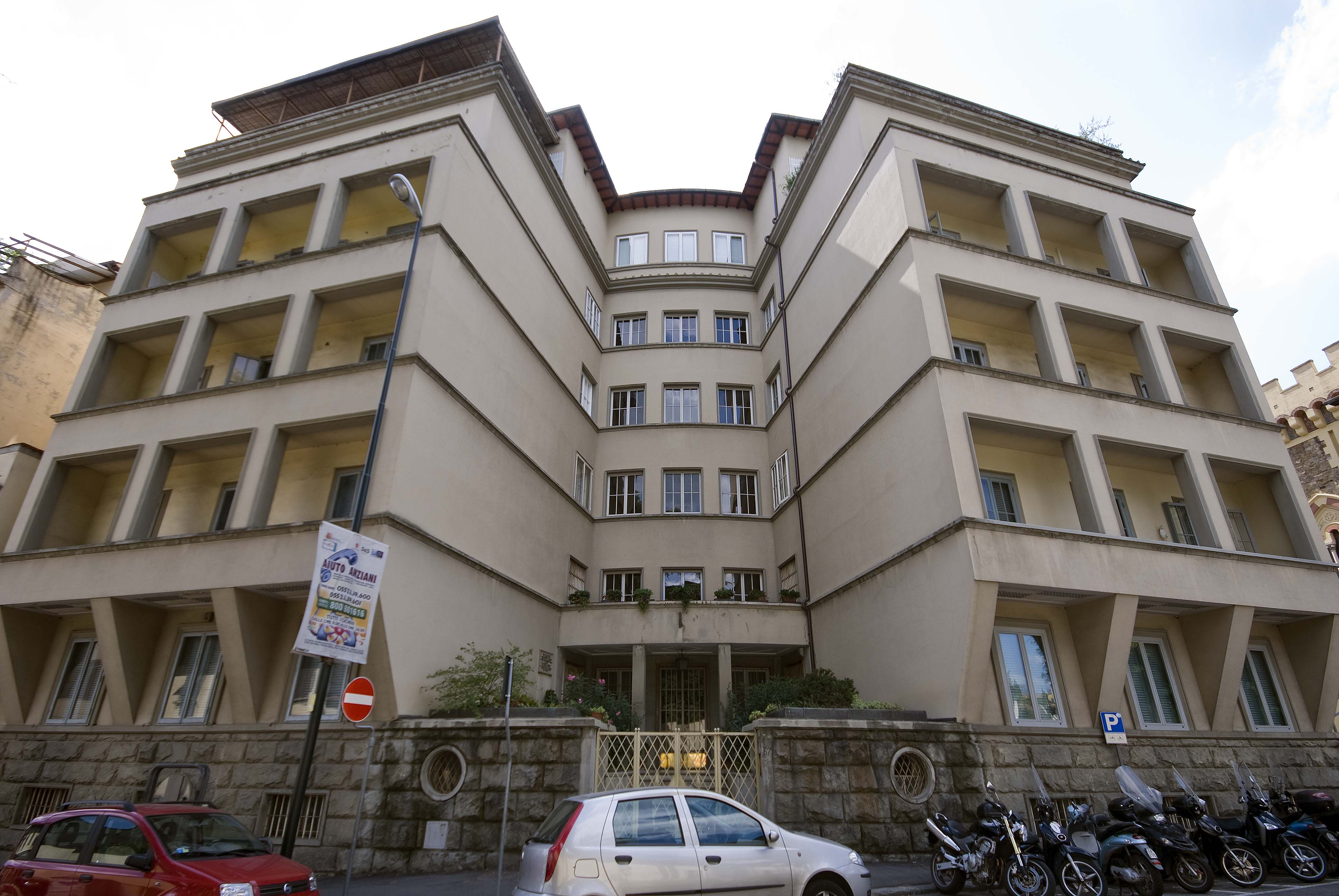
La Villa Triste de Florence.

La saison 1942 de Gino Bartali se limite à un Tour d'Italie jugé aux points, appelé Giro di Guerra, composé d'épreuves indépendantes organisées dans l'année et qui justifient un classement général. Grâce à ses deuxièmes places dans le Tour du Piémont, le Tour de Toscane et le Tour de Lombardie, il remporte ce classement. Il est ensuite affecté à la surveillance de la base aéronautique de Passignano sul Trasimeno. En 1943, il ne dispute que quatre courses, obtenant son meilleur résultat sur le Tour de la province de Milan avec une deuxième place. Il change d'affectation en juillet 1943 et retourne à Florence, à la police de la route. Il décide en septembre de « démissionner du corps qui était devenu un organe du parti politique ».
Parallèlement, il répond favorablement à l'appel de son ami le cardinal Elia Dalla Costa qui requiert son aide pour acheminer des faux papiers vers les couvents de la région où sont cachés des Juifs. Il traite avec Giorgio Nissim, qui dirige en Toscane le réseau clandestin Delasem, pour organiser les missions à bicyclette. Les documents sont cachés dans la potence ou la selle du vélo de Gino Bartali, qui justifie auprès des autorités ses nombreux déplacements par la nécessité de s'entraîner. La grande popularité dont il jouit lui permet de franchir les contrôles de police sans éveiller les soupçons. Il se rend même parfois à Rome pour livrer des documents au Vatican. Après l'interception d'une lettre que le pape Pie XII lui avait adressée en guise de remerciement, Gino Bartali est convoqué à la Villa Triste de Florence pour y subir l'interrogatoire du major Mario Carità (it). Il en ressort libre, grâce aux « bons offices » de deux jeunes fascistes qui interviennent en sa faveur auprès du major qui l'interroge,.
Il s'éloigne de Florence et quitte son village de Ponte a Ema pour s'installer à San Casciano in Val di Pesa, puis dans les Apennins. Il est arrêté en novembre 1943 en voulant « chercher refuge au Vatican » et reste enfermé en prison pendant 45 jours. Considéré comme un déserteur et alors qu'il doit être traduit devant un tribunal spécial de guerre, il bénéficie d'une liberté sous caution, payée par des amis. Les évènements lui sont favorables : « les tribunaux de guerre durent plier rapidement bagages et mon jugement n'eut jamais lieu »,. De retour à Ponte a Ema, il participe à l'envoi de colis de vivres au Vatican, destinées à des populations dans le besoin. En plus de ses missions de transport de documents à vélo, Gino Bartali installe à la demande de son cousin Armando Sizzi une famille juive, la famille Goldenberg, dans l'un de ses appartements de la Via del Bandino, à Florence.

### Reprise des compétitions internationales et troisième victoire au Tour d'Italie (1945-1947)
À la Libération, les compétitions cyclistes internationales reprennent progressivement. En 1945, Bartali gagne le Tour des quatre provinces, à Rome, et le Tour de Campanie, puis se classe troisième du Tour de Lombardie. En 1946, Fausto Coppi, passé à l'équipe Bianchi, devient un adversaire de Gino Bartali, qui reste chez Legnano. Au mois de mars, Coppi s'échappe dès le départ de Milan-San Remo en compagnie du Français Lucien Teisseire. Il lâche ce dernier à mi-parcours et s'impose à San Remo en ridiculisant la concurrence. Gino Bartali se classe seulement quatrième de la course.
Il devance toutefois Coppi pour s'imposer sur le championnat de Zurich, en Suisse, au début du mois de mai, puis se rend au départ du Tour d'Italie. Dans l'étape entre Chieti et Naples, Gino Bartali reprend quatre minutes à Coppi, qui souffre en queue de peloton des séquelles d'une chute survenue quelques jours plus tôt. Il prend le maillot rose lors de la treizième étape, disputée entre Udine et Auronzo di Cadore, en s'échappant dans le passo della Mauria en compagnie de Coppi, à qui il laisse la victoire d'étape. Malgré l'attaque de son rival dans le col de Falzarego le lendemain, Gino Bartali conserve la première place du classement général jusqu'à l'arrivée à Milan et remporte ce premier Giro d'après-guerre, sans toutefois gagner d'étape, avec 47 secondes d'avance sur Coppi. Deux semaines plus tard, il domine le Tour de Suisse, où il remporte quatre étapes et le Grand Prix de la montagne en plus du classement général.
En 1947, Gino Bartali se présente à court de forme sur Milan-San Remo, à cause d'une grippe et d'une chute lors d'une épreuve sur piste à Zurich. Lors de cette édition rendue « incroyablement dure » par une tempête, il est retardé à Novi Ligure par un bris de rayons qu'il doit réparer seul, puis effectue « un retour magnifique dans les cent derniers kilomètres ». À 35 km de l'arrivée, il rattrape Ezio Cecchi, échappé en début de course et sur lequel il a compté jusqu'à treize minutes de retard. Gino Bartali s'impose à San Remo avec trois minutes d'avance sur ce dernier.
En mai, il se classe deuxième de la première édition du Tour de Romandie et prend le départ une semaine plus tard du Tour d'Italie. Confiant, Gino Bartali déclare : « Coppi ne me lâchera pas en côte, comme je ne le lâcherai pas dans les cols. Le Tour d'Italie se jouera sur les parties plates. Je ne suis plus aussi fort qu'autrefois, mais Coppi aussi n'est plus le même coureur qu'avant la guerre. Je ne vois pas arriver de nouveaux talents. » Son coéquipier Renzo Zanazzi gagne la première étape et porte le maillot rose les trois jours de course suivants. Gino Bartali s'impose lors de la deuxième étape à Gênes, puis récupère le maillot rose à l'issue de la quatrième étape, qui voit la victoire de Fausto Coppi à Prato. Il conserve la première place du classement général pendant douze jours, et bat notamment Fausto Coppi au sprint à Pieve di Cadore, à trois jours de l'arrivée à Milan. Lors de l'étape suivante, entre Pieve di Cadore et Trente, il chute à cause d'un problème de dérailleur à 200 m du col de Falzarego. Fausto Coppi en profite pour placer une accélération. Alors que Bartali semble revenir dans la descente, son rival le distance à nouveau sur les pentes du Pordoi. Gino Bartali se classe seulement septième de l'étape et laisse le maillot rose à Coppi. Il achève ce Giro à la deuxième place du classement général, à 1 min 43 s du vainqueur, mais remporte une nouvelle fois le Grand Prix de la montagne.
Durant l'été 1947, le Tour de France reprend après huit ans d'interruption. Gino Bartali ne peut y participer car son équipe Legnano s'y oppose. Engagé sur diverses courses à l'étranger, il obtient de Learco Guerra, commissaire technique de l'équipe nationale, l'autorisation de ne pas disputer les épreuves de sélection en vue des championnats du monde sur route. Ce choix déplait à l'Union vélocipédique italienne qui demande à Bartali de rentrer au pays. Accusé de « désertion», il reçoit un blâme et n'est pas sélectionné pour les Mondiaux. En août, il dispute le Tour de Suisse à la tête d'une première équipe d'Italie, une seconde ayant Fausto Coppi pour leader. Gino Bartali domine ses adversaires : il remporte deux étapes et le classement général. Coppi ne termine que cinquième, à plus de 40 minutes.

### Deuxième victoire au Tour de France (1948)

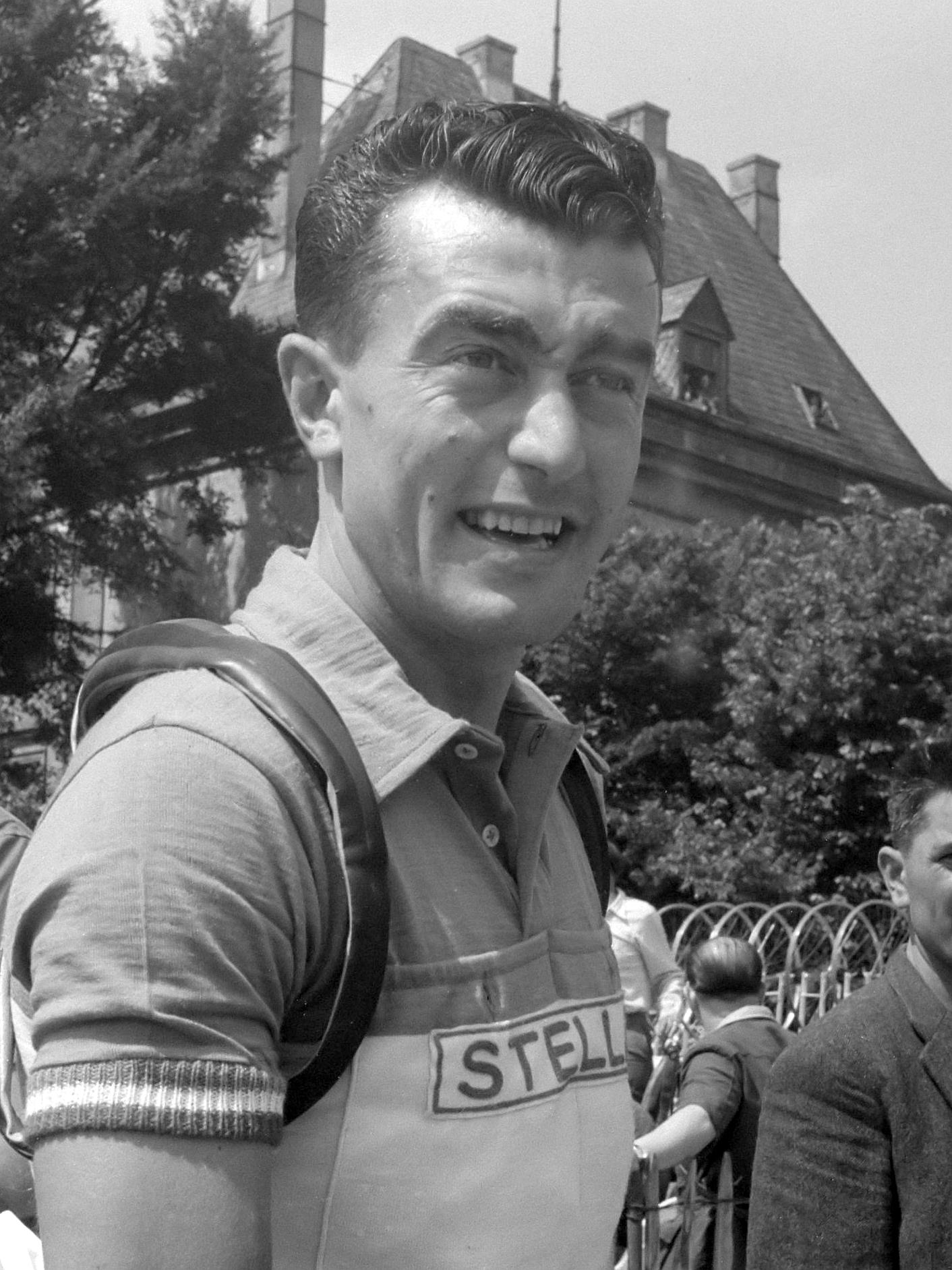
Maillot jaune du Tour pendant neuf jours, Louison Bobet est finalement battu par Gino Bartali dans les Alpes.

En début d'année, Gino Bartali met un point d'honneur à remporter le Tour de Toscane, où Fausto Coppi est venu le défier. Il termine pourtant le Tour d'Italie à la huitième place du classement général, à près de 12 minutes du vainqueur Fiorenzo Magni, et seulement troisième du classement de la montagne. Il explique alors cette mauvaise performance par la priorité qu'il donne au Tour de France, avant de reconnaître quelques années plus tard que « ce n'était pas vrai, mais il fallait bien trouver une excuse à ma défaite! »
Dix ans après sa première victoire, Bartali retrouve le Tour de France au départ de Paris à la fin du mois de juin, avec l'équipe d'Italie dirigée par Alfredo Binda. Il endosse le maillot jaune dès la première étape, qu'il remporte au sprint de manière inattendue à Trouville-sur-Mer. D'abord « noyé » par les attaques, puis par l'orage, il accompagne Briek Schotte jusqu'à l'arrivée, où il le devance. Il abandonne pourtant le maillot jaune dès le lendemain. Après une semaine de course, au départ de la première étape pyrénéenne entre Biarritz et Lourdes, il est 24e du classement général, à vingt minutes du premier, le jeune Français Louison Bobet. Suivant le conseil de Binda, Gino Bartali fait une course d'attente en suivant Bobet et Jean Robic dans la montée du col d'Aubisque, et gagne l'étape au sprint. Il s'impose de la même manière le lendemain à Toulouse, après le franchissement des cols du Tourmalet, d'Aspin, de Peyresourde et des Ares. Il passe alors à la huitième place du classement général mais accuse encore 18 minutes de retard sur Bobet,. Lors des dixième et onzième étapes, Bobet, souffrant d'un furoncle à un pied, perd presque toute son avance et se dit prêt à quitter la course. Il surprend cependant ses adversaires le lendemain en s'imposant à Cannes. Bartali, qui a mésestimé Bobet en se concentrant uniquement sur Jean Robic, est retardé par une crevaison. Il termine seulement 20e de l'étape, mais se retrouve alors à 21 min 28 s du maillot jaune,.
Ce jour-là, en Italie, le leader communiste Palmiro Togliatti est victime d'un attentat et se trouve entre la vie et la mort. Au soir de l'étape, le Président du Conseil Alcide De Gasperi téléphone à son ami Gino Bartali, qu'il a connu à l'Action catholique, et lui demande de gagner le Tour pour calmer les esprits en Italie. Alors que de nombreux observateurs ne croient plus en sa victoire, il réussit une performance d'exception lors de la première étape alpestre, entre Cannes et Briançon. Alors que Jean Robic attaque sur les premières pentes du col d'Allos, Gino Bartali lui reprend du temps dans le col de Vars avant de le rejoindre dans la descente pour le distancer immédiatement. Alors que la pluie et le vent rendent la course d'autant plus difficile pour les coureurs, il crée un écart considérable sur ses rivaux dans le col d'Izoard. Malgré une crevaison dans la descente, il franchit la ligne d'arrivée à Briançon en tête et revient à seulement 51 secondes de Louison Bobet, effondré,. Le lendemain, entre Briançon et Aix-les-Bains, Gino Bartali est distancé dans le col de la Croix-de-Fer après une crevaison, mais revient sur les deux hommes de tête, Louison Bobet et André Brulé, à Grenoble. Il attaque dès le début de l'ascension vers le col de Porte et sème définitivement ses adversaires. Il remporte une nouvelle fois l'étape et relègue Louison Bobet à plus de huit minutes au classement général. Gino Bartali remporte une troisième étape consécutive à Lausanne, le jour de ses 34 ans. Il s'adjuge une septième victoire d'étape à Liège, acclamé par les travailleurs italiens immigrés. Sa domination est totale. Il gagne son deuxième Tour de France, dix ans après sa première victoire, avec une avance de 26 min 16 s sur le deuxième, Briek Schotte. À l'arrivée à Paris, il rend hommage à Henri Desgrange, disparu quelques années plus tôt : « Pourvu que, de là-haut, M. Desgrange m'ait vu et m'estime toujours. » Le journaliste Claude Tillet écrit dans L'Équipe : « Ce qui est admirable chez le champion de Legnano, c'est qu'il l'emporta cette fois en routier complet, alors qu'avant-guerre il avait gagné en grimpeur, en spécialiste. Bien entendu, la montagne fut son atout majeur, mais ses victoires au sprint, après ses échappées parfois très dures, l'aidèrent considérablement à obtenir ce résultat final devant lequel chacun s'incline. »
Lors des championnats du monde de Fauquemont aux Pays-Bas, Gino Bartali et Fausto Coppi s'observent durant la course et laissent plusieurs coureurs s'échapper, chacun des deux préférant s'assurer que l'autre ne gagne pas. Ils finissent par se retirer de la course, consternant leur public et leurs dirigeants. En septembre, la fédération italienne prononce une suspension de deux mois à leur encontre, puis annule cette décision en décembre.

### Dauphin de Fausto Coppi (1949)
En 1949, Bartali quitte la Legnano pour créer sa propre équipe, à son nom. Malgré la présence du Suisse Ferdi Kübler pour les courses en Italie, son effectif est de faible qualité. Gino Bartali connaît un début de Tour d'Italie difficile. Il est diminué après avoir bu un bidon tendu par un spectateur. La victoire finale se joue lors de la 17e étape entre Cuneo et Pinerolo. Fausto Coppi reste échappé seul pendant 200 kilomètres et s'assure définitivement du maillot rose à l'arrivée. Gino Bartali se classe deuxième de l'étape et termine ce Giro à la même place, à près de 24 minutes de Coppi.
Alors que le Tour d'Italie s'achève, Fausto Coppi veut s'aligner sur le Tour de France en tant que seul leader et ne souhaite pas la présence de Gino Bartali à ses côtés. Cette demande est immédiatement refusée par l'encadrement de l'équipe italienne, qui ne peut pas se permettre de remercier le tenant du titre. Les négociations menées par Alfredo Binda aboutissent à un accord lors d'une réunion à Chiavari,. Après une difficile répartition des rôles au sein de l'équipe, Gino Bartali et Fausto Coppi prennent ensemble le départ du Tour de France à Paris,. Découragé après une chute entre Rouen et Saint-Malo, Coppi est au bord de l'abandon, mais Gino Bartali lui vient en aide. Il pointe alors à 37 minutes du leader du classement général. Après la journée de repos, il remporte la septième étape, un contre-la-montre, à La Rochelle. Gino Bartali gagne la seizième étape à Briançon le jour de ses 35 ans au terme d'un arrangement avec Fausto Coppi. Il prend par la même occasion le maillot jaune qui était alors sur les épaules d'un autre Italien, Fiorenzo Magni. Le lendemain, Fausto Coppi et Gino Bartali attaquent à nouveau ensemble, mais Bartali est retardé par une crevaison, puis par une chute. Coppi gagne à Aoste et prend à son tour la tête du classement général. Il gagne encore l'avant-dernière étape, un contre-la-montre disputé entre Colmar et Nancy, pour remporter son premier Tour de France, devant Bartali.

### Derniers succès majeurs (1950-1952)

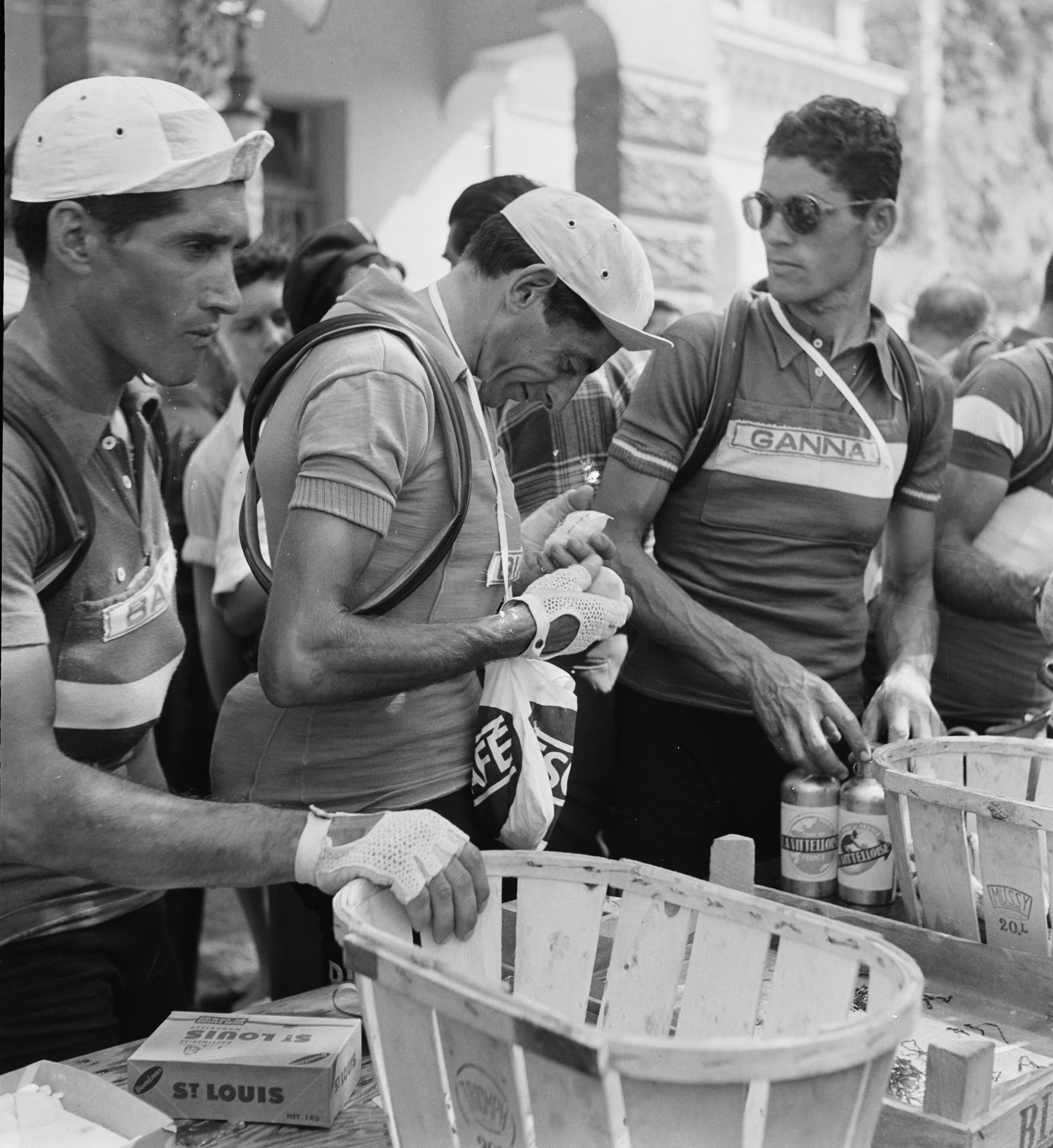
Fausto Coppi lors du Tour de France 1952.

En début d'année 1950, Gino Bartali remporte au sprint Milan-San Remo et le Tour de Toscane. Il fait ainsi figure de favori au départ du Tour d'Italie. Il en remporte la neuvième étape, dans les Dolomites, en battant au sprint à Bolzano les Suisses Ferdi Kübler et Hugo Koblet. Ce dernier s'impose au classement général, avec plus de cinq minutes d'avance sur Bartali, finalement deuxième.
Après la blessure de Fausto Coppi lors de ce Giro, Gino Bartali est seul à la tête de l'équipe italienne pour le Tour de France. Les coureurs italiens gagnent cinq fois lors des neuf premiers jours de course. Lors de la première étape pyrénéenne, la onzième de ce Tour, entre Pau et Saint-Gaudens, Gino Bartali franchit le col d'Aubisque en compagnie de Kléber Piot, avec plus d'une minute de retard sur un groupe composé de Louison Bobet, Ferdi Kübler, Stan Ockers et Georges Meunier, tandis que Jean Robic fait la course seul en tête. Après avoir rejoint ce groupe au col du Tourmalet, Gino Bartali s'échappe en compagnie de Jean Robic et Louison Bobet. Dans la montée du col d'Aspin, des spectateurs français le gênent et le font tomber, tandis qu'il entraîne dans sa chute ses deux compagnons d'échappée. Malgré cet incident, il gagne l'étape au sprint à Saint-Gaudens, devançant un groupe de coureurs parmi lesquels son coéquipier Fiorenzo Magni qui prend le maillot jaune. Cependant, après l'arrivée, Gino Bartali dit avoir été frappé lors de sa chute. Il déclare également avoir vu un homme s'approcher de lui un couteau à la main. Se sentant menacé, il annonce à son directeur sportif Alfredo Binda son intention de se retirer de la course : « Je ne tiens pas à continuer car le sport que je pratique est dangereux. Il le deviendra encore plus, si j'en juge d'après l'hostilité qui fut manifestée à notre égard par une partie du public. » L'ensemble des coureurs italiens quittent alors le Tour de France,. Le Tour repart ainsi le lendemain sans maillot jaune. Il est remporté par le Suisse Ferdi Kübler. Plus que la crainte pour sa propre sécurité, certains observateurs affirment alors que c'est la jalousie justifiée par la possible victoire de son rival Fiorenzo Magni dans le Tour qui a poussé Gino Bartali à user de sa forte personnalité pour obliger toute l'équipe d'Italie à se retirer,.
Lors du Tour d'Italie 1951, Bartali perd beaucoup de temps dès la première étape, avant de se refaire peu à peu. Il termine ce Giro à la 10e place du classement général, son plus mauvais résultat jusqu'alors dans l'épreuve. Alors qu'il refuse initialement de disputer le Tour de France dans un rôle d'équipier pour Fausto Coppi, Gino Bartali gagne le Tour du Piémont en faisant suffisamment impression pour obtenir une place équivalente à celle de Coppi au sein de l'équipe italienne. Ce Tour du Piémont est par ailleurs marqué par la mort de Serse Coppi, tombé en sprintant à l'arrivée. Comme Bartali quelques années plus tôt, Coppi perd son jeune frère en course.
Durant la première semaine du Tour, Gino Bartali se classe notamment cinquième à Gand dans la 2e étape, puis septième du contre-la-montre à Angers, lors de la 7e étape. Il prend la troisième place de la 14e étape, entre Tarbes et Luchon, derrière le Suisse Hugo Koblet, nouveau maillot jaune, et Fausto Coppi. Ce dernier perd ses chances de gagner le Tour lors de la 15e étape. Épuisé, il arrive avec plus d'une demi-heure de retard à Montpellier. Lors de la 17e étape, le Tour emprunte pour la première fois le mont Ventoux. Gino Bartali passe en deuxième position derrière Lucien Lazaridès et prend la troisième place de l'étape à Avignon. Il se classe ensuite deuxième à Gap, après être passé en tête au col de Sagnes. Lors du contre-la-montre entre Aix-les-Bains et Genève, il est rattrapé par Hugo Koblet mais assure néanmoins sa 4e place au classement général. Il termine ce Tour à 29 minutes du vainqueur, Hugo Koblet.

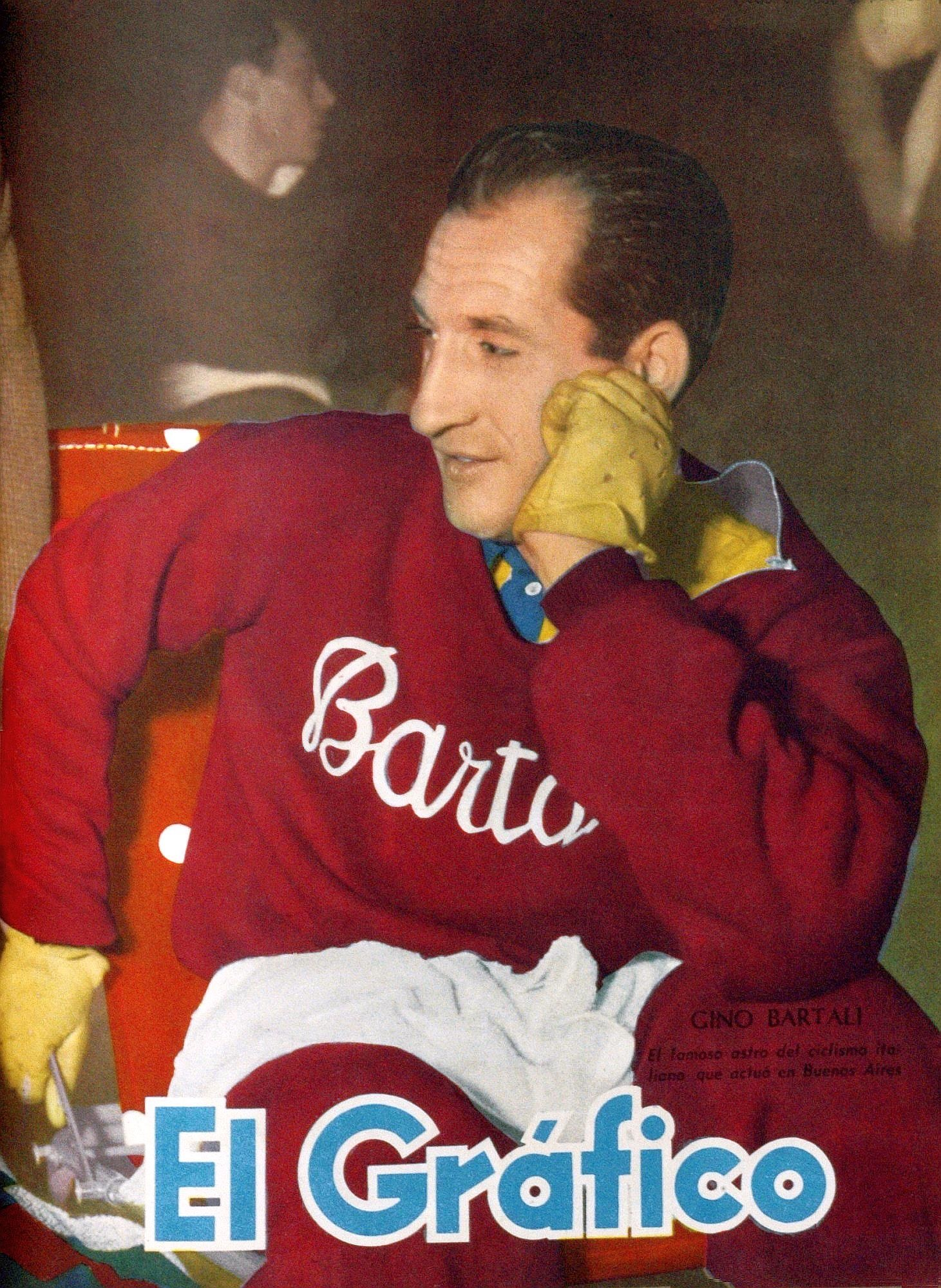
Gino Bartali en 1952.

Gino Bartali participe au Tour de France 1952 avec l'équipe d'Italie en s'engageant à tenir un rôle d'équipier pour Fausto Coppi. Celui-ci, vainqueur au mois de juin du Giro, refuse de voir Bartali dans son équipe s'il cherche comme lui à bien figurer au classement général, voire à gagner. Fausto Coppi gagne une étape contre-la-montre à Nancy durant la première semaine de course, puis prend le maillot jaune en gagnant à l’Alpe d'Huez lors de la dixième étape. Gino Bartali est alors septième du classement général à près de 14 minutes de son compatriote. Dans l'étape suivante, qui mène les coureurs à Sestrières, Fausto Coppi s'impose de nouveau, tandis que Bartali, cinquième de l'étape, concède 10 min 7 s. Entre Sestrières et Monaco, Fausto Coppi est victime d'une crevaison et reçoit l'aide de Gino Bartali, qui lui donne sa roue pour le dépanner. Coppi bénéficie encore de l'aide de Bartali durant la suite de la course, et en retour lui délègue deux équipiers lorsqu'il est victime d'une chute. Bien qu'équipier, Bartali reste en course pour une place au classement général. Quatrième de l'étape à Bagnères-de-Bigorre, il accède à la troisième place du classement général, puis perd une place à Pau. Il se classe troisième au puy de Dôme, où Fausto Coppi gagne sa cinquième étape sur ce Tour en l'attaquant à 200 mètres de la ligne d'arrivée. Gino Bartali termine quatrième du Tour de France, à plus de 35 minutes de Coppi, dont c'est la deuxième et dernière victoire sur cette course.
Par loyauté envers Gino Bartali, Fausto Coppi ne cherche pas à menacer sa victoire au championnat d'Italie lors de la Coppa Bernocchi. Vainqueur auparavant du Tour d'Émilie et du Tour de la province de Reggio de Calabre, Gino Bartali est alors en tête du classement par points. La neutralité observée par Fausto Coppi lui permet de se contenter de surveiller les trois autres coureurs dangereux pour le titre. Bien qu'il se classe seulement 65e de la course, il obtient à 38 ans son quatrième titre de champion d'Italie.

### Fin de carrière
En 1953, Gino Bartali se classe quatrième du Tour d'Italie, sans gagner d'étape mais en obtenant plusieurs places d'honneur. L'Union vélocipédique italienne se soumet à l'ultimatum de Fausto Coppi, qui n'accepte de participer au Tour de France qu'à condition que Bartali n'y soit pas. Alors que Coppi renonce finalement à disputer la « grande boucle », Gino Bartali se rend donc au départ de celle-ci, à Strasbourg, après avoir gagné le Tour de Toscane. Au moment d'aborder les Pyrénées, il n'est que 29e du classement général, à 12 minutes du maillot jaune Fritz Schaer. Neuvième de l'étape Pau-Cauterets et sixième de Cauterets-Luchon, il remonte alors à la douzième place du classement général, avant de reculer de cinq rangs au cours des étapes disputées entre les Pyrénées et les Alpes. Lors de l'étape Monaco-Gap, il s'échappe du peloton après 200 km de course, rattrape un groupe d'échappés et se classe deuxième de l'étape, derrière le Néerlandais Wout Wagtmans. Gino Bartali se classe finalement onzième de ce Tour de France, son dernier.
Malgré la contre-performance de Fausto Coppi et Fiorenzo Magni lors de la course de pré-sélection, Bartali n'est pas retenu pour disputer le championnat du monde sur route, dont il avait pourtant reconnu le parcours à Lugano. Coppi y remporte d'ailleurs le maillot arc-en-ciel.
Le 18 octobre, Gino Bartali est victime d'un accident de la circulation en se rendant en voiture avec un ami au Grand Prix Vanini à Lugano. Il souffre d'une fracture du bassin, de deux vertèbres cassées et de contusions à la tête et aux jambes. Après avoir craint de ne plus pouvoir être cycliste professionnel, il reprend l'entraînement trois mois plus tard, puis la compétition en début d'année 1954. Il obtient quelques places d'honneur sur les premières courses puis participe à son dernier Tour d'Italie, dont il se classe treizième. Il est onzième du critérium des As, la dernière course qu'il dispute en France, puis septième du Circuit Cologne-Monzese, sa dernière épreuve. Le 9 février 1955, il annonce la fin de sa carrière de coureur cycliste.
Gino Bartali reste proche de son sport et accepte notamment de devenir directeur sportif de l'équipe San Pellegrino. À la fin de l'année 1959, il annonce son association avec Fausto Coppi, qui accepte de rejoindre l'équipe de Bartali pour endosser le rôle de capitaine de route pour encadrer les jeunes coureurs de la formation. Leur collaboration est pourtant de courte durée : Fausto Coppi meurt le 2 janvier 1960 après avoir contracté la malaria lors d'un voyage en Haute-Volta,.

## Postérité

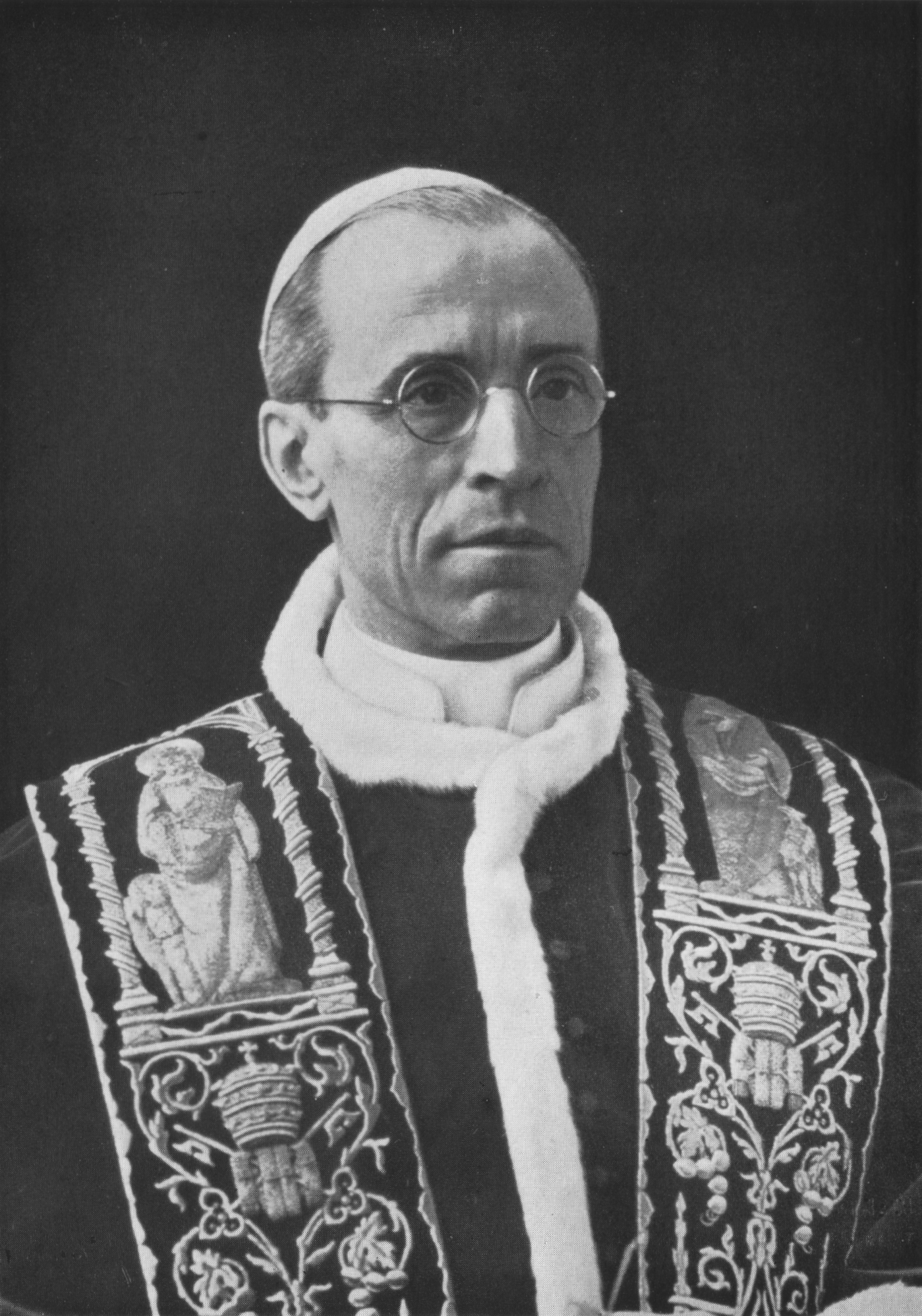
Admirateur de Bartali, le pape Pie XII le décore de l'ordre de Saint-Sylvestre pour son action durant la guerre.

Gino Bartali meurt le 5 mai 2000 à son domicile de Ponte a Ema à la suite d'un arrêt cardiaque. Avec deux Tours de France, trois Tours d'Italie, quatre Milan-San Remo, trois Tours de Lombardie et quatre titres de champion d'Italie, Gino Bartali est considéré comme l'un des plus grands coureurs de l'histoire du cyclisme. Ses nombreux succès lui valent en Italie le surnom de « campionissimo », à l'image de ses aînés Costante Girardengo et Alfredo Binda, ainsi que Fausto Coppi peu après lui. Un an après sa mort, une course à étapes italienne créée en 1984 est rebaptisée Semaine internationale Coppi et Bartali, en hommage à ces deux coureurs. En 2002, il fait partie des coureurs retenus dans le Hall of Fame de l'Union cycliste internationale. Le 1er avril 2006, un musée consacré à sa carrière ouvre ses portes dans son village de Ponte a Ema, grâce à l'action d'une association. En 2010, la poste saint-marinaise émet deux timbres à l'occasion du dixième anniversaire de la mort de Gino Bartali et du cinquantième de celle de Fausto Coppi. Ce diptyque les représente s'échangeant un bidon pendant une course. Une place de Florence porte son nom, tandis que des stèles honorent sa mémoire à Pérouse, Terontola, au capo Berta et au passo Rolle.
En 2006, la Rai produit une mini-série en deux épisodes intitulée « Gino Bartali - L'intramontabile », dans laquelle le champion est interprété par Pierfrancesco Favino. Gino Bartali a par ailleurs effectué deux apparitions au cinéma, la première dans le film Totò al giro d'Italia, réalisé par Mario Mattoli en 1948, la seconde dans Femmine di lusso (it), de Giorgio Bianchi, en 1960, dans lesquels il interprète son propre rôle,.
Gino Bartali a reçu des récompenses et distinctions. Il reçoit successivement la médaille d'argent de la valeur athlétique en 1938, puis la médaille d'or en 1965, décernée par la comité olympique national italien, ainsi que le collier d'or du mérite sportif en 2000. Il est également fait chevalier de l'ordre de Saint-Sylvestre par le pape Pie XII après sa victoire dans le Tour de France 1948. Il devient Grand officier de l'Ordre du Mérite de la République italienne le 27 décembre 1986 sur proposition de la Présidence du Conseil des Ministres, puis Chevalier grand-croix du même ordre le 27 décembre 1992. Sa participation active à un réseau clandestin pendant la Seconde Guerre mondiale lui vaut d'être reconnu « Juste parmi les nations » le 23 septembre 2013, son nom étant alors inscrit sur le mur du mémorial de Yad Vashem. À ce titre, il reçoit également la médaille d'or du mérite civil le 31 mai 2005.

## Hommage
Le 7 mai 2015, en présence du président du Comité national olympique italien (CONI), Giovanni Malagò, a été inauguré le Walk of Fame du sport italien dans le parc olympique du Foro Italico de Rome, le long de Viale delle Olimpiadi. 100 tuiles rapportent chronologiquement les noms des athlètes les plus représentatifs de l'histoire du sport italien. Sur chaque tuile figure le nom du sportif, le sport dans lequel il s'est distingué et le symbole du CONI. L'une de ces tuiles lui est dédiée .

## Morphologie, capacités et style de course

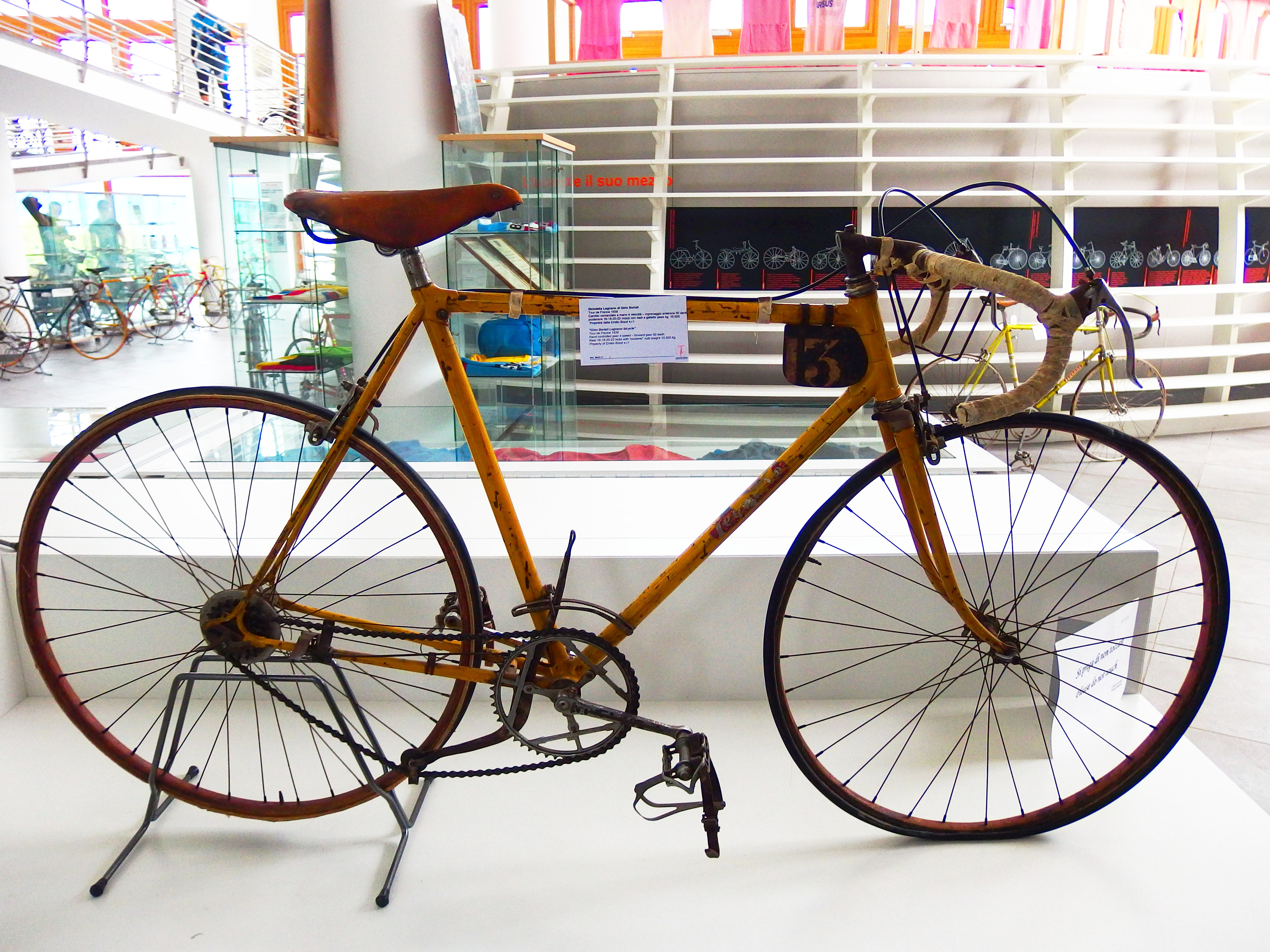
Le vélo de Gino Bartali, avec lequel il a remporté le Tour de France 1938.

Gino Bartali mesurait 1,71 m, pour 67 à 68 kg. Sa capacité pulmonaire était de 5,5 litres : « Je n'ai jamais fait de ma vie un mouvement de culture physique. Ma poitrine est assez peu développée, car mes muscles sont longs. La capacité thoracique d'environ 5 litres ou 5 litres et demi est simplement moyenne pour un athlète,. » Les battements de son cœur étaient particulièrement faibles : au repos, son pouls descendait jusqu'à 32 battements par minute, à tel point que les médecins de l'armée qui l'ont ausculté avaient voulu le réformer. Ce cœur de sportif le mettait toutefois en difficulté en début d'étape puisqu'il lui fallait beaucoup de temps pour s'échauffer. C'est la raison pour laquelle ses adversaires, lors des étapes de montagne, l'attaquaient dès le premier col pour tenter de le déstabiliser. Suivant l'avis de ses médecins, Gino Bartali a cherché à contourner ce défaut en fumant une cigarette et en buvant plusieurs cafés avant le début de ses courses.
De la même manière, il pratiquait quotidiennement une série de vingt-quatre exercices de gymnastique pour conserver l'agilité et la tonicité de ses muscles. Plus encore, il cherchait particulièrement à optimiser ses phases de récupération pour éliminer les toxines et détendre ses muscles. Il se préoccupait ainsi constamment de la position de son lit dans chacun des hôtels qu'il fréquentait les soirs de course, en veillant qu'il soit toujours orienté dans l'axe nord-sud. Il prenait également un bain chaud dans lequel il avait versé 2 kg de sel et un flacon de vinaigre, un mélange qu'il se contentait parfois d'appliquer sur chaque muscle sous la forme d'un cataplasme. Selon Jacques Augendre, « Bartali avait pris fermement position contre le dopage ». En félicitant Poulidor pour sa victoire dans Milan-San Remo en 1961, il lui donna ce conseil : « Ne touche pas aux stimulants et ne fréquente pas les pharmacies, sauf si tu as une angine ou une sinusite. » Gino Bartali narre toutefois comment il a cherché à connaître les techniques adoptées par Fausto Coppi, y compris des produits qu'il trouvait et dont il essayait de connaître la nature.
Grand grimpeur, il a obtenu ses principaux succès en montagne. Sur ce terrain, « où il est capable de produire des accélérations foudroyantes », il « écrase ses rivaux ». Jean Routier le décrit ainsi pendant le Tour de France 1938 : « C'est le grand, le vrai champion de la montagne et nous sommes restés muets de stupeur devant son allure harmonieuse et puissante à la fois, devant la facilité inouïe de son style. On a beau évoquer le souvenir de tous les meilleurs grimpeurs, aucun d'eux n'a jamais fait pareille impression. » Chany note qu'il « présente cette particularité peu banale d'augmenter soudain son développement au passage des forts pourcentages, alors que ses adversaires sont contraints à réduire le leur, manœuvre insolite qui lui permet de les laisser tous sur place. » Le journaliste Raymond Huttier voit Bartali ainsi : « [Il] n'est pas de ces stylistes de la montagne, genre Binda, Vietto ou Antonin Magne, qui mettaient un point d'honneur à ne jamais se soulever de leur selle. Bartali met plus de fantaisie dans son action : il se déhanche quelquefois par saccades rapides, reste un moment bien en ligne, puis se met en danseuse et saute allègrement d'une pédale sur l'autre pour retomber, quelques secondes après, torse impeccablement droit, bien au milieu de sa selle ; un buste pas très large, mais très long et très épais et qui doit contenir certainement un puissant soufflet ; les cuisses solides avec un muscle arrière qui se détache très nettement dans la montagne, mais des jambes très menues avec des mollets de coq et des bras plus frêles encore ; au fond, le vrai type du champion routier, avec de bons poumons, un cœur solide, des bielles puissantes et pas de poids inutile. »
Gino Bartali donne parfois l'impression d'être totalement détaché de la course. Raymond Huttier écrit dans Le Miroir des sports : « Ce qui frappe le plus en Bartali, c'est son air étrangement lointain. Tout dans ce pieux rêveur, dans son visage plein de gravité, dans son allure un peu nonchalante, dans le son de sa voix grave, indique une nature douce et mélancolique. » Il écrit également, dans la 14e étape du Tour de France 1938, que Bartali remporte entre Digne et Briançon : « Bartali donne l'impression de ne rien regarder, de ne rien entendre, de ne rien sentir. »
Surnommé « l'homme de fer » pour sa résistance, « son endurance hors du commun le prédispose aux courses de longue haleine les plus exigeantes », comme le souligne Jacques Augendre. Il a la particularité rare d'allier une supériorité en montagne avec des talents de sprinteur : « il était capable de battre les meilleurs finisseurs tels que Rik Van Steenbergen ou Guy Lapébie, dans le dernier kilomètre. » Gino Bartali a eu une carrière remarquablement longue, ce qui lui valut d'être surnommé durant ses dernières années d'activité « Il Vecchio », c'est-à-dire « Le Vieux », en italien, ou encore l'« intramontabile », l'« impérissable ». Sa longévité lui a permis de remporter deux Tours de France à dix ans d'intervalle, exploit qu'aucun autre coureur n'a réalisé. Entre ces deux victoires, la Seconde Guerre mondiale l'a empêché d'étoffer son palmarès : sans cela, « il est probable qu'il posséderait le palmarès le plus riche en ce qui concerne les grands tours », selon Jean-Pierre de Mondenard.

## Gino le Pieux
Gino Bartali reçoit le surnom « Gino le Pieux » pendant le Tour de France 1937. Envoyé par le pouvoir fasciste italien à des fins de propagande, il s'y fait davantage remarquer par sa foi chrétienne et son mysticisme : « les soirs d'étapes, il médite sur la vie de Sainte-Catherine de Sienne et les jours de repos, il va entendre la messe. » À Paris, après sa victoire au Tour de France 1938, il se rend à la basilique Notre-Dame-des-Victoires pour y déposer une gerbe au pied de la statue de sainte Thérèse, qu'il vénère tout particulièrement. Il a d'ailleurs fait souder une médaille avec son effigie sur la potence de son vélo.

C'est à la suite de la mort de son frère Giulio en 1936 qu'il devient « mystique » : 

« L'émotion [...] provoqua en moi une métamorphose totale. J'avais été jusque-là un homme assez libre, primesautier, ne dédaignant pas des amusements parfois assez frivoles. Il faut dire que je découvrais l'Italie en même temps qu'elle me découvrait. La griserie de la gloire me tournait la tête. Plusieurs relations féminines m'avaient ouvert les yeux sur la vie, et je commençais à croire en... Bartali Gino. Un terrible rappel de notre condition fit jaillir en moi une foi religieuse ardente. Je fis une brusque volte-face intérieure. Je devins grave. La mort de mon frère m'avait frappé comme un avertissement divin à un moment où, peut-être, j'aurais pu commettre les pires erreurs. Je me mis à prier avec fanatisme pour l'âme de Giulio. »

Il devient alors membre du Tiers-Ordre Carme, une association catholique destinée aux laïcs qui acceptent une vie de pauvreté au service des autres. Membre de l'Action catholique, il n'a jamais dissimulé son aversion pour le fascisme, même si son succès dans le Tour 1938 avait été exploité par la dictature mussolinienne. Mais il faut attendre 2013 pour que soit reconnue sa participation clandestine au sauvetage des Juifs et résistants persécutés par les autorités fascistes : sous couvert de sorties d'entraînement, il quittait régulièrement son domicile florentin pour se rendre à Assise (Ombrie), mais aussi à Gênes et dans les Abruzzes, des trajets de plus de 350 km aller-retour, pour porter en particulier de fausses cartes d'identité dissimulées dans sa bicyclette, en liaison avec le réseau de résistance conduit par le rabbin Nathan Cassuto et par l'archevêque de Florence, le cardinal Elia Dalla Costa. Peu après ce dernier, le 23 septembre 2013, Gino Bartali a été reconnu à titre posthume Juste parmi les nations par le mémorial de Yad Vashem,. Plusieurs historiens italiens ont toutefois questionné la réalité et les conditions de sa participation aux réseaux de sauvetage des Juifs, montrant qu'il est difficile de connaître précisément le nombre de personnes sauvées par Bartali.

## Bartali-Coppi, ou l'Italie coupée en deux

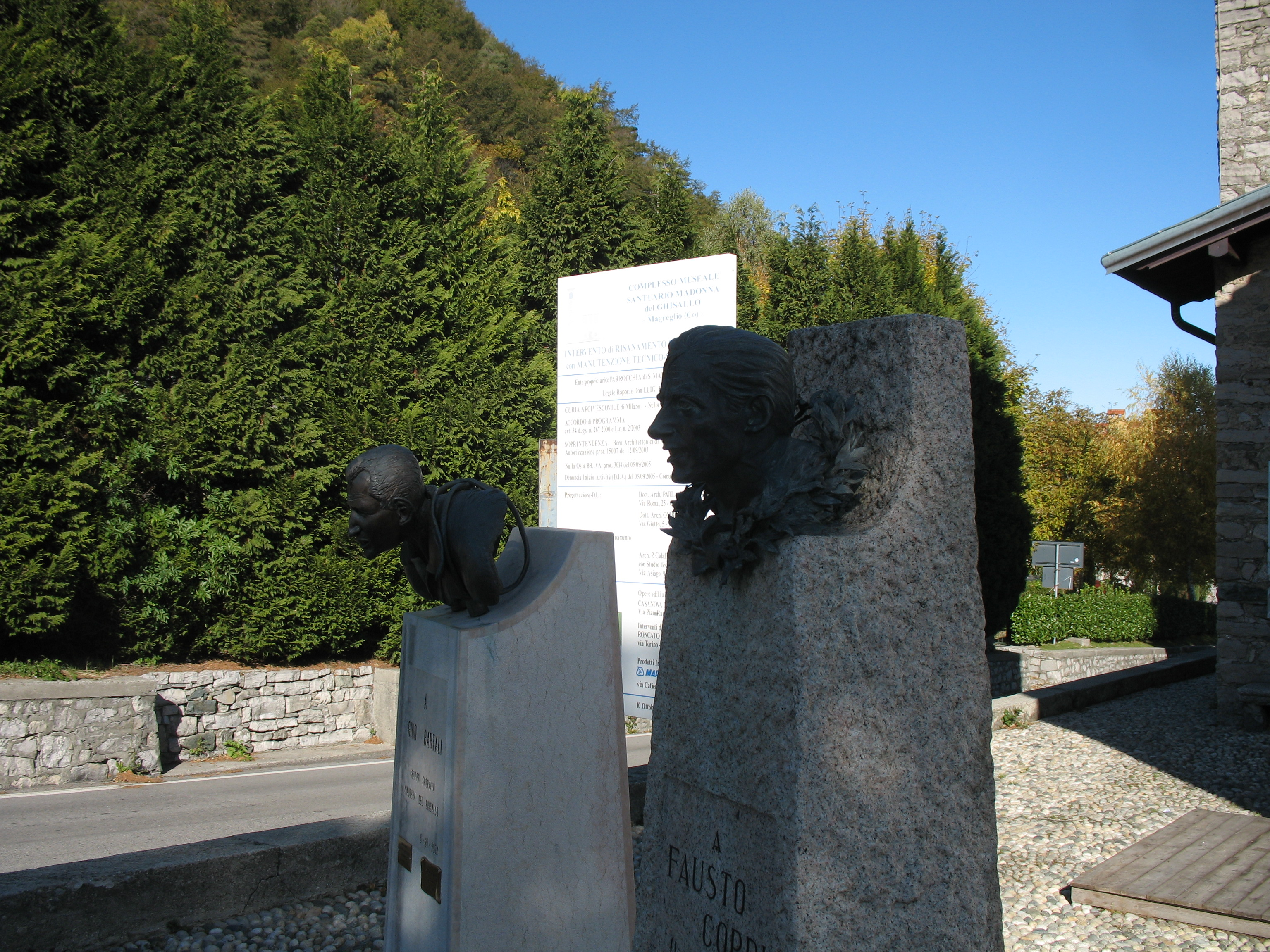
Les statues de Fausto Coppi et Gino Bartali devant le musée du cyclisme de Madonna del Ghisallo.

La rivalité entre Gino Bartali et Fausto Coppi apparaît dès les débuts professionnels de ce dernier. Engagé par Legnano comme « domestique » de Gino Bartali pour le Tour d'Italie 1940, Coppi s'impose à sa place, Bartali hors de forme daignant l'aider après avoir songé à abandonner. La Seconde Guerre mondiale interrompt leur carrière, mais la rivalité réapparaît rapidement avec la victoire de Coppi lors de Milan-San Remo 1946, et « s'exacerbe, [...] soigneusement entretenue par la presse ». Elle atteint un sommet au championnat du monde sur route de 1948, lorsqu'ils se neutralisent et abandonnent la course. Leur rivalité rend également difficile la composition de l'équipe italienne pour le Tour de France, dirigée par Alfredo Binda. Elle n'empêche cependant pas des ententes : ainsi ils dominent à deux le Tour de France 1949, s'échappant ensemble en deux occasions, et Coppi permet à Bartali de gagner l'étape le jour de ses 35 ans. La mort de Fausto Coppi en 1960 anéantit leur projet de collaboration au sein de l'équipe San Pellegrino, lancée par Gino Bartali avec Coppi pour capitaine de route.
Agacé de la supériorité que Coppi tire en étant le premier à adopter « les progrès de la médecine sportive » et « les perfectionnements du vélo », Bartali s'échine à découvrir ses « secrets » et établit un « plan d'investigation » pour connaître ses découvertes : en course, il descend dans les mêmes hôtels que lui, et fouille sa chambre une fois que Coppi l'a quittée, au risque d'arriver en retard au départ : « Je raflais tous les flacons, bouteilles, fioles, tubes, cartons, boîtes, suppositoires,...[...] J'étais devenu si expert dans l'interprétation de toute cette pharmacie que je devinais à l'avance le comportement que Fausto allait avoir au cours de l'étape. » Lors du Tour d'Italie 1946, il voit Coppi boire dans une fiole et s'en débarrasser en la lançant dans un pré. Il revient la chercher après le Giro et la fait analyser : son contenu se révèle être un « reconstituant de marque française que l'on pouvait couramment acheter sans ordonnance médicale. [...] J'en commandai une caisse entière ! ».
Bartali traque également les faiblesses de Coppi : « Je l'étudiais, le regardais, le scrutais, le passais au crible, longtemps, sans me lasser, avec la volonté forcenée de trouver quelque chose. Tandis que nous roulions dans le peloton, mes yeux, irrésistiblement attirés par ses mollets, ne pouvaient s'en détacher, guettant le moindre indice de ce qui pouvait révéler une faiblesse. Et puis, un jour, ma ténacité reçut sa récompense. [...] Dans le creux de son genou droit, une veine se gonflait et apparaissait sur cinq à six centimètres dès que le prenait la toxémie musculaire à laquelle est soumis tout coureur pendant l'effort. [...] À ce moment, Fausto devenait vulnérable et sa plastique s'altérait. » Il dit avoir utilisé cette faille lors du Tour d'Italie 1948 : plaçant derrière Coppi son équipier Giovanni Corrieri, il attaque dès que celui-ci lui crie : « La veine ! La veine ! » : « à l'arrivée, Fausto avait 4 minutes de retard,. »
Fausto Coppi et Gino Bartali jouissent tous deux d'une grande popularité durant leur carrière. Celle de Coppi égale celle de Bartali après sa victoire au Tour de France 1949. Marcel Hansenne écrit ainsi dans Le Parisien libéré le 21 juillet 1949 : « Il y a en Italie une religion que je ne soupçonnais pas : celle de Bartali et de Coppi ». Leurs triomphes dans l'après-guerre, en 1948 et 1949, en font des « icônes [de la] reconstruction » italienne.
Outre leur rivalité sportive, les personnalités de Coppi et Bartali révèlent un antagonisme, ainsi décrit par Curzio Malaparte :

« Bartali appartient à tous ceux qui croient aux traditions et à leur immuabilité, à ceux qui acceptent le dogme. Il est un homme métaphysique protégé par les saints. Coppi n'a personne au Ciel pour s'occuper de lui. Son manager, son masseur n'ont pas d'ailes. Il est seul, seul sur sa bicyclette. Il ne pédale pas avec un ange perché sur son épaule droite. Bartali prie en pédalant. Coppi, rationaliste, cartésien, sceptique et pétri de doutes, ne croit qu'au moteur qu'on lui a confié : c'est-à-dire son corps,. »

 Cette rivalité sportive n'empêche pas pour autant une certaine amitié en dehors de la course. À titre d'exemple, Fausto Coppi, accompagné de son épouse, rend ainsi visite à Bartali lors d'une étape de repos sur le Tour de France 1948.
Leur rivalité illustre la dualité de l'Italie d'après-guerre. Tandis que l'Italie du Nord, qui « aspire à une libération des mœurs » s'identifie à Coppi, engagé dans une relation adultérine et soutenu par une frange plus libérale de la population, le Sud, où l'« on se réfère au dogme de l'Église », adopte Bartali, « le pieux ». Les deux piliers de la vie politique italienne se disputent, en vain, les deux champions : le parti communiste contacte Coppi pour qu'il soit des leurs aux élections législatives de 1948 et la démocratie chrétienne tente d'attirer aussi bien Bartali que Coppi,,.

## Palmarès, résultats et distinctions

### Palmarès par années
Gino Bartali possède l'un des palmarès les plus importants du cyclisme. En dehors des grands tours, il s'est distingué à la fois sur les courses par étapes, avec des victoires au classement général du Tour du Pays basque, du Tour de Suisse et du Tour de Romandie, et sur les courses en ligne, avec quatre succès sur la classique Milan-San Remo, trois victoires dans le Tour de Lombardie, cinq victoires sur le Tour de Toscane ou encore trois sur le Tour du Piémont.
| - 1933 - Bologna-Passo della Raticosa - 1934 - Champion de Toscane (Coppa Bologna) - Giro del Casentino - Bassano-Monte Grappa - 1935 - Champion d'Italie sur route - Tour d'Italie : - Grand Prix de la montagne - 6e étape - Tour du Pays basque : - Classement général - 2e, 3e et 5e étapes - GP Reus : - Classement général - 2 étapes - Critérium du Midi : - 3e du classement général - 1re étape - Tour des Deux provinces de Messine - Coppa Bernocchi - 2e du Tour de Romagne - 3e du Tour de Lombardie - 3e du Tour de la province de Milan (avec Giuseppe Martano) - 4e de Milan-San Remo - 7e du Tour d'Italie - 1936 - Tour d'Italie : - Classement général - Grand Prix de la montagne - 9e, 17eb et 18e étapes - Tour de Lombardie - GP Industria (avec Learco Guerra et Gotti) - Tour de la province de Milan (avec Learco Guerra) - 7e du championnat du monde sur route - 1937 - Tour d'Italie : - Classement général - Grand Prix de la montagne - 8ea (contre-la-montre), 10e, 16e et 17e étapes - Champion d'Italie sur route - Tour du Piémont - Tour du Latium - 7e étape du Tour de France - 2e du Tour de Lombardie - 2e du Tour de la province de Milan (avec Pierino Favalli) - 1938 - Tour de France : - Classement général - Grand Prix de la montagne - 11e et 14e étapes - Trois vallées varésines - Tour de la province de Milan (avec Pierino Favalli) - 2e du championnat d'Italie sur route - 2e du Tour de Lombardie - 7e de Milan-San Remo - 1939 - Milan-San Remo - Tour de Lombardie - Tour du Piémont - Tour de Toscane - Tour d'Italie : - Grand Prix de la montagne - 2e, 9eb, 15e et 17e étapes - Tour de la province de Milan (avec Pierino Favalli) - GP Stampa-Fiat (avec Pierino Favalli) - 2e du Tour d'Italie - 2e du Tour de Campanie - 2e des Trois vallées varésines - 1940 - Champion d'Italie sur route - Milan-San Remo - Tour de Lombardie - Tour de Toscane - Tour de Campanie - Tour d'Italie : - Grand Prix de la montagne - 17e et 19e étapes - 2e étape du Grand Prix Leptes-Magna - 2e de Milan-Mantoue - 2e du Tour de la province de Milan (avec Pierino Favalli) - 9e du Tour d'Italie - 1941 - Coppa Marin - 2e du Tour de Toscane - 2e du Tour du Piémont - 3e du Tour d'Émilie - 3e des Trois vallées varésines - 10e du Tour de Lombardie - 1942 - Tour de la province de Milan (avec Pierino Favalli) - 2e du Tour de Lombardie - 2e du Tour de Toscane - 2e du Tour du Piémont - 3e du championnat d'Italie sur route | - 1943 - 2e du Tour de la province de Milan (avec Pierino Favalli) - 3e de Milan-Mantoue - 3e du Tour de Toscane - 1945 - Tour de Campanie - Tour des 4 provinces à étapes : - Classement général - 1 étape - 3e du Tour de Lombardie - 3e des Trois vallées varésines - 1946 - Tour d'Italie : - Classement général - Grand Prix de la montagne - Tour de Suisse : - Classement général - 1re, 5e, 6e et 8e étapes - Trophée Matteotti - Championnat de Zurich - 2e du championnat d'Italie sur route - 2e du Tour de Toscane - 4e de Milan-San Remo - 1947 - Tour d'Italie : - Grand Prix de la montagne - 2e et 15e étapes - Tour de Suisse : - Classement général - 1rec et 2e étapes - Milan-San Remo - 3eb étape du Tour de Romandie - 2e du Tour d'Italie - 2e du Tour de Lombardie - 2e du Tour d'Émilie - 2e du Tour de Romandie - 2e du Tour de Romagne - 9e de Gand-Wevelgem - 1948 - Tour de France - Classement général - Grand Prix de la montagne - 1re, 7e, 8e, 13e, 14e, 15e et 19e étapes - Tour de Toscane - Championnat de Zurich - 3e des Trois vallées varésines - 3e du Challenge Desgrange-Colombo - 8e du Tour d'Italie - 1949 - Tour de Romandie : - Classement général - 1reb, 2e et 3e étapes - 16e étape du Tour de France - 2e du Tour de France - 2e du Tour d'Italie - 2e du Challenge Desgrange-Colombo - 1950 - Milan-San Remo - Tour de Toscane - 9e étape du Tour d'Italie - 11e étape du Tour de France - 2e du Tour d'Italie - 2e du Tour de la province de Reggio de Calabre - 1951 - Tour du Piémont - 2e de la Flèche wallonne - 2e de Sassari-Cagliari - 2e du Trofeo Baracchi (avec Ferdi Kübler) - 3e du Week-end ardennais - 4e du Tour de France - 6e de Liège-Bastogne-Liège - 9e du championnat du monde sur route - 10e du Tour d'Italie - 1952 - Champion d'Italie sur route - Tour de la province de Reggio de Calabre - Tour d'Émilie - 2ea étape du GP Cyclomotoristico - 2e du Tour du lac Léman - 4e du Tour de France - 5e du Tour d'Italie - 10e du championnat du monde sur route - 1953 - Tour d'Émilie - Tour de Toscane - 3e du GP Massaua-Fossati - 4e du Tour d'Italie - 8e du Tour de Romandie |  |

### Résultats sur les grands tours

#### Tour d'Italie
Gino Bartali possède le record de victoires dans le Grand Prix de la montagne du Tour d'Italie puisqu'il a remporté ce classement distinctif à sept reprises. Avec trois victoires au classement général, il est également l'un des coureurs les plus titrés de l'épreuve, devancé seulement par Fausto Coppi, Eddy Merckx et Alfredo Binda, tous les trois vainqueurs cinq fois du Giro. Treize fois dans les dix premiers du classement général final (un record) en quatorze participations, il devance Felice Gimondi qui a terminé douze fois dans le top 10. Il totalise par ailleurs 17 victoires d'étapes sur l'épreuve.
- 1935 : 7e du classement général, vainqueur du  Grand Prix de la montagne et de la 6e étape
- 1936 :  vainqueur du classement général, du  Grand Prix de la montagne et des 9e, 17eb et 18e étapes.  11 jours en rose
- 1937 :  vainqueur du classement général, du  Grand Prix de la montagne et des 5ea (contre-la-montre par équipes), 8ea (contre-la-montre), 10e, 16e et 17e étapes.  13 jours en rose
- 1939 : 2e du classement général, vainqueur du  Grand Prix de la montagne et des 2e, 9eb, 15e et 17e étapes.  2 jours en rose
- 1940 : 9e du classement général, vainqueur du  Grand Prix de la montagne et des 17e et 19e étapes
- 1946 :  vainqueur du classement général et du  Grand Prix de la montagne.  4 jours en rose
- 1947 : 2e du classement général, vainqueur du  Grand Prix de la montagne et des 2e et 15e étapes.  12 jours en rose
- 1948 : 8e du classement général
- 1949 : 2e du classement général
- 1950 : 2e du classement général, vainqueur de la 9e étape
- 1951 : 10e du classement général
- 1952 : 5e du classement général
- 1953 : 4e du classement général
- 1954 : 13e du classement général

#### Tour de France
Gino Bartali fait partie des coureurs ayant remporté au moins deux étapes du Tour de France sur plus de dix années. De même, ses sept victoires d'étapes lors du Tour de France 1948 le placent au même rang que Bernard Hinault, seuls Charles Pélissier, Freddy Maertens et Eddy Merckx (à deux reprises) ayant fait mieux en remportant huit étapes au cours d'un même Tour de France.
- 1937 : abandon (12e étape), vainqueur de la 7e étape.  2 jours en jaune
- 1938 :  vainqueur du classement général, du  Grand Prix de la montagne et des 11e et 14e étapes.  8 jours en jaune
- 1948 :  vainqueur du classement général, du  Grand Prix de la montagne et des 1re, 7e, 8e, 13e, 14e, 15e et 19e étapes.  9 jours en jaune
- 1949 : 2e du classement général et vainqueur de la 16e étape.  1 jour en jaune
- 1950 : abandon (12e étape) et vainqueur de la 11e étape
- 1951 : 4e du classement général
- 1952 : 4e du classement général
- 1953 : 11e du classement général

#### Biographies

##### Ouvrages en français
- Gino Bartali et André Costes, Mes mémoires, S.E.P.E., 1949, 48 p. (BNF 31972142)
- Ahmed Kalouaz, Gino Bartali : Un champion sauveur d'étoiles, Paris, Oskar, coll. « Les justes », 2014, 88 p. (ISBN 979-10-214-0221-8)
- Jean-Paul Ollivier, Gino le pieux, PAC, 1983, 214 p. (ISBN 978-2-85336-205-4).
- Jean-Paul Ollivier, Le lion de Toscane : la véridique histoire de Gino Bartali, Grenoble, Les Éditions de l'Aurore, 1991, 234 p. (ISBN 2-903950-57-1)
- Alberto Toscano, Un vélo contre la barbarie nazie : l'incroyable destin du champion Gino Bartali, Malakoff, Armand Colin, 2018, 220 p. (ISBN 978-2-200-62202-2)
- Jean-Paul Vespini, Gino le Juste : Bartali, une autre histoire de l'Italie, Toulouse, Le Pas d'oiseau, 2014, 176 p. (ISBN 978-2-917971-45-1).

##### Ouvrages en italien
- (it) Paolo Alberati, Grande Bartali : Mille diavoli in corpo, Giunti Editore, 2006, 250 p. (ISBN 978-88-09-75754-7, lire en ligne)
- (it) Bruno Cavalieri, Grande Bartali : Vita e carriera di Gino Bartali, uomo e campione esemplare, Il Fiorino Modena, 2014, 128 p. (ISBN 978-88-7549-528-2, lire en ligne)
- (it) Paolo Costa, Gino Bartali : la vita, le imprese, le polemiche, Ediciclo Editore, 2001, 220 p. (ISBN 978-88-85318-48-9, lire en ligne)
- (it) Claudio Gregori, Coppi contro Bartali : Gli eroi di un ciclismo di altri tempi [« Coppi contre Bartali : Les héros d'un vélo du passé »], Santarcangelo di Romagna (RN), Italie, Diarkos, 2020, 556 p. (ISBN 978-88-3217-674-2, lire en ligne)

#### Autres ouvrages
- Jacques Augendre, Abécédaire insolite du Tour, Paris, Solar, 2011, 427 p. (ISBN 978-2-263-05321-4).
- Dino Buzzati (trad. Yves Panafieu), Sur le Giro 1949 : le duel Coppi-Bartali, Robert Laffont, 1984, 203 p. (ISBN 2-221-01270-4)
- Thierry Cazeneuve, 1947-1956 Les années « Louison » Bobet, L'Équipe, coll. « La Grande histoire du Tour de France » (no 2), 2010, 62 p. (ISBN 978-2-8152-0294-7).
- Pierre Chany, La fabuleuse histoire du cyclisme : Des origines à 1955, Paris, Nathan, 1988, 539 p. (ISBN 2-09-286430-0).
- Pierre Chany, La fabuleuse histoire du Tour de France : livre officiel du centenaire, Genève/Paris, Minerva, 2004, 959 p. (ISBN 2-8307-0766-4).
- Fabien Conord, Le Tour de France à l'heure nationale : 1930-1968, Paris, PUF, 2014, 356 p. (ISBN 978-2-13-062166-9).
- Christian-Louis Eclimont, Le Tour de France en 100 Histoires Extraordinaires, Paris, First, 2013, 380 p. (ISBN 978-2-7540-5044-9).
- Christian Laborde, Le Tour de France dans les Pyrénées : De 1910 à Lance Armstrong, Paris, Le Cherche midi, coll. « Document », 2010, 202 p. (ISBN 978-2-7491-1387-6).
- Pierre Lagrue, Le Tour de France : reflet de l'histoire et de la société, Paris, l'Harmattan, 2004, 299 p. (ISBN 2-7475-6675-7), « La rivalité Coppi-Bartali dans l'Italie du divismo ».
- de Mondenard, Tour de France - 33 vainqueurs face au dopage, Paris, Hugo, 2001, pp 33-40.
- Sandrine Viollet, Le Tour de France cycliste : 1903-2005, Paris/Budapest/Kinshasa etc., L'Harmattan, 2007, 256 p. (ISBN 978-2-296-02505-9, lire en ligne).